# Bali

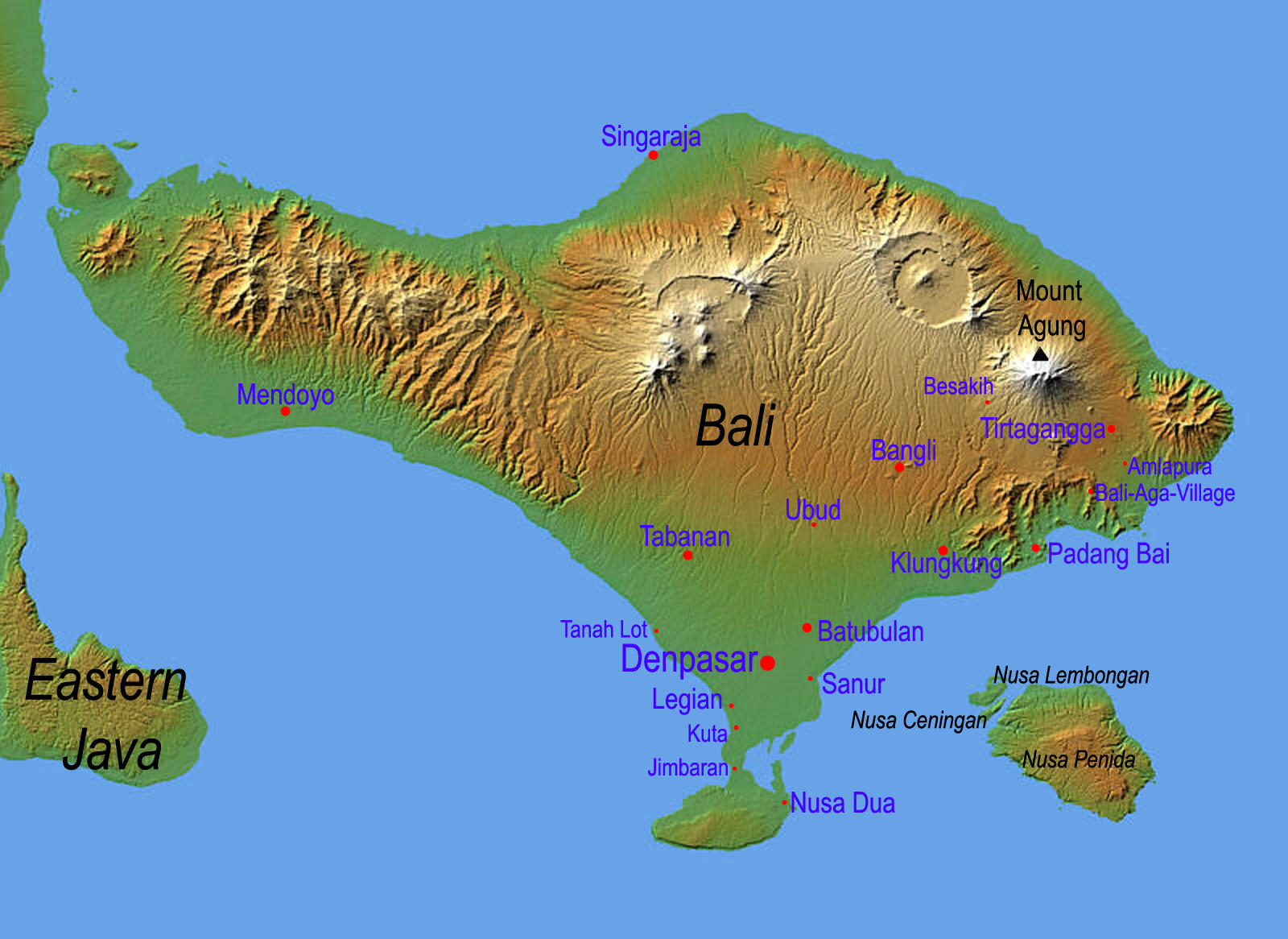
Mapa topográfico de Bali

Bali é uma ilha e província da Indonésia, situada na extremidade ocidental do arquipélago das Pequenas Ilhas da Sonda, entre as ilhas de Java (a oeste) e de Lomboque (a leste). A província, que inclui algumas pequenas ilhas próximas, nomeadamente Nusa Penida, Nusa Lembongan e Nusa Ceningan, tem 5 636,7 km². Em 2010 tinha 3 890 757 habitantes e estimava-se que 2015 tivesse 4 152 800 (densidade: 736,7 hab./km²). A capital provincial e maior cidade da ilha é Dempassar, situada sensivelmente a meio da costa sul.
Em Bali vive a maior parte da minoria hindu da Indonésia. Segundo o censo de 2010, 83,5% da população é hindu, 13,4% muçulmana, 2,5% cristã e 0,5% budista. A ilha é um destino turístico muito popular, mundialmente famoso. É conhecida pelas manifestações culturais de seu povo, como a dança, a escultura, a pintura, o trabalho em couro e metais e a música. Bali faz parte do Triângulo de Coral, uma área marítima de elevadíssima biodiversidade, onde se encontram mais de mais de 500 espécies de coral (76% do número conhecido mundialmente).[carece de fontes?] Em Bali encontra-se o sistema de irrigação subak, classificado como Património Mundial pela UNESCO.

## Etimologia
O nome Bali, com o qual a ilha foi batizada no século IX, deriva da palavra Wali. Wali ou Wari era o termo pelo qual os nativos, que muito veneravam seus deuses, chamavam o ato de adoração. Wali é uma palavra do sânscrito que significa "sacrifício oferecido ao deus", "adoração", "culto" ou "oferenda".

## História

### Antiguidade e Idade Média
Bali foi povoada cerca de 2 000 a.C. por austronésios originários do Sudeste Asiático e da Oceânia através do Sudeste Asiático Marítimo. Perto da aldeia de Cekik, na parte ocidental da ilha, foram encontradas ferramentas de pedra datadas dessa época. Em termos culturais e linguísticos, os balineses estão estreitamente relacionados com os povos do arquipélago indonésio, Malásia, Filipinas e Oceânia.

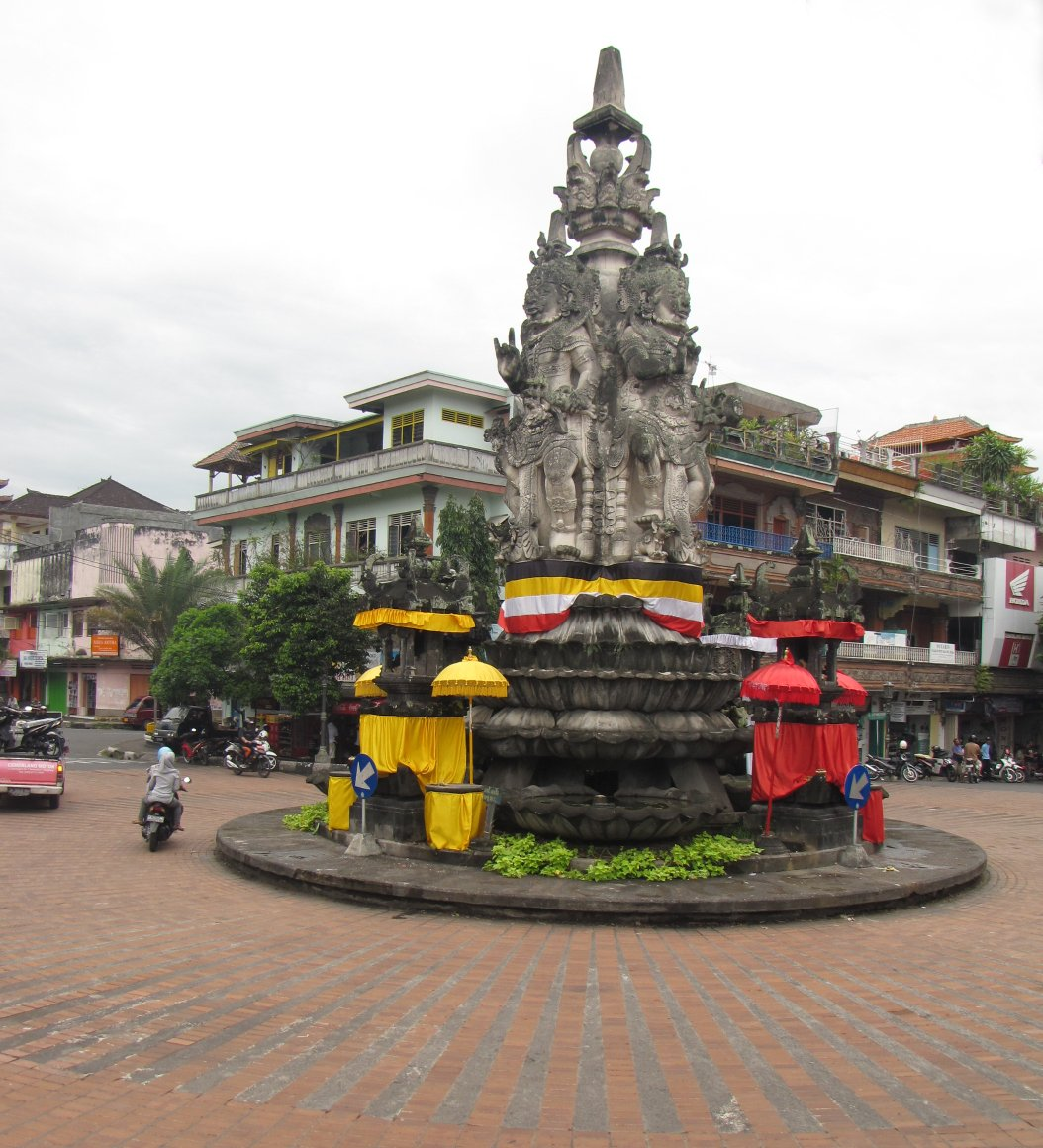
Estátua de Kandapat Sari, uma divindade do hinduísmo balinês, em Semarapura, uma das povoações mais antigas do Bali, onde se considera que nasceu a cultura balinesa.

Na antiga Bali existiram nove seitas hindus — Pasupata, Bhairawa, Siwa Shidanta, Waisnawa, Bodha, Brahma, Resi, Sora e Ganapatya. Cada uma delas adorava uma divindade específica como o seu deus principal. As inscrições conhecidas datadas do período entre 896 e 911 não mencionam qualquer rei. Outra, de 914, menciona o rei Sri Kesarivarma. Essas inscrições revelam um Bali independente, com um dialeto próprio, onde eram praticados simultaneamente o xivaísmo e o budismo. Mahendradatta (ou Gunapriyadharmapatni), a bisneta de Mpu Sindok, o último rei da dinastia Sanjaya do reino javanês de Matarão, casou-se com o rei do Bali Udayana Warmadewa (ou harmodaianavarmadeva) c. 989. Esse casamento intensificou o hinduísmo e a cultura javanesa em Bali. O filho de ambos, Airlangga (ou Erlangga; 1001–1049), fundou o efémero reino de Kahuripan, cujos territórios chegaram a se estender desde Java Central até ao Bali. Sabe-se da existência da princesa Sakalendukirana em 1098, do rei Suradhipa, que reinou em Bali entre 1115 e 1119 e Jayasakti (r. 1146–1150). O rei Jayapangus aparece em inscrições datadas do período 1178–1181; Adikuntiketana e o seu filho Paramesvara em inscrições de 1204.
A cultura balinesa foi fortemente influenciada pelas culturas indiana, chinesa e em particular pela cultura hindu a partir do século I d.C. O nome Bali dwipa (ilha de Bali) foi descoberta em várias inscrições, incluindo a do pilar de Blanjong, gravada em 914 pelo rei do Bali Sri Kesari Warmadewa, que menciona Walidwipa. Foi durante esse período que foi desenvolvido complexo sistema de irrigação subak para cultivar arroz em campos alagados. Algumas tradições religiosas e culturais ainda praticadas atualmente têm a sua origem nesse período.

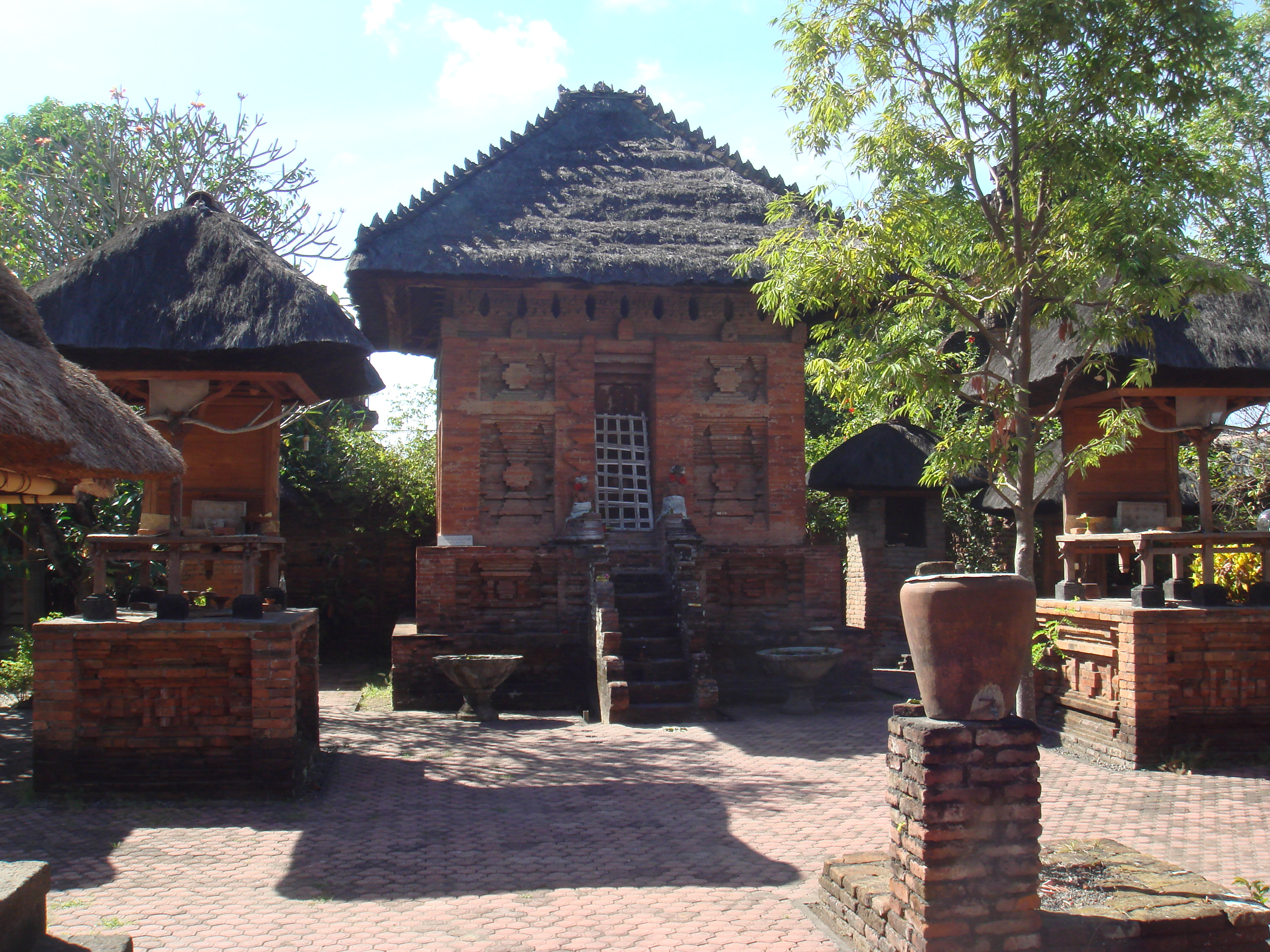
O Pura (templo hindu) Maospahit, em Dempassar, construído quando Bali pertencia ao Império de Majapait

O Império de Majapait (1293–1520), de Java Oriental, fundou uma colónia em Bali em 1343. O tio de Hayam Wuruk, imperador de Majapait, é mencionado em registos de 1384–1386. No início do século XVI houve uma grande imigração javanesa para Bali, quando o Império de Majapait colapsou. Depois disso, a ilha foi governada por vários reinos independentes, o que contribuiu para uma identidade nacional e a grandes avanços na cultura, artes e economia. A ilha só perdeu a sua independência em 1906, quando os holandeses subjugaram os nativos.

### Contactos com portugueses
O primeiro contacto conhecido de europeus com Bali ocorreu em 1512, quando uma expedição portuguesa comandada por António de Abreu e Francisco Serrão avistaram a costa norte. Essa foi a primeira de uma série de viagens bianuais dos portugueses às ilhas Molucas, que ao longo do século XVI viajaram ao longo das costas do arquipélago da Sonda. Bali aparece também num mapa de 1512 da autoria de Francisco Rodrigues, um membro da expedição de António de Abreu. Em 1585, um navio naufragou ao largo da península de Bukit, no extremo sul de Bali, o que originou que alguns portugueses tivessem ficado ao serviço do Deva Agung (título dos reis de Klungkung).

### Índias Orientais Holandesas
Em 1597, o explorador holandês Cornelis de Houtman chegou a Bali. O governo holandês expandiu o seu controlo por todo o arquipélago indonésio durante a segunda metade do século XIX. O controlo político e económico de Bali por parte dos holandeses iniciou-se na década de 1840, na costa norte da ilha, quando os holandeses fomentaram os conflitos entre diversas entidades políticas balinesas. No final da década de 1890, as lutas entre os reinos do sul de Bali foram exploradas pelos holandeses para aumentar o seu controlo.

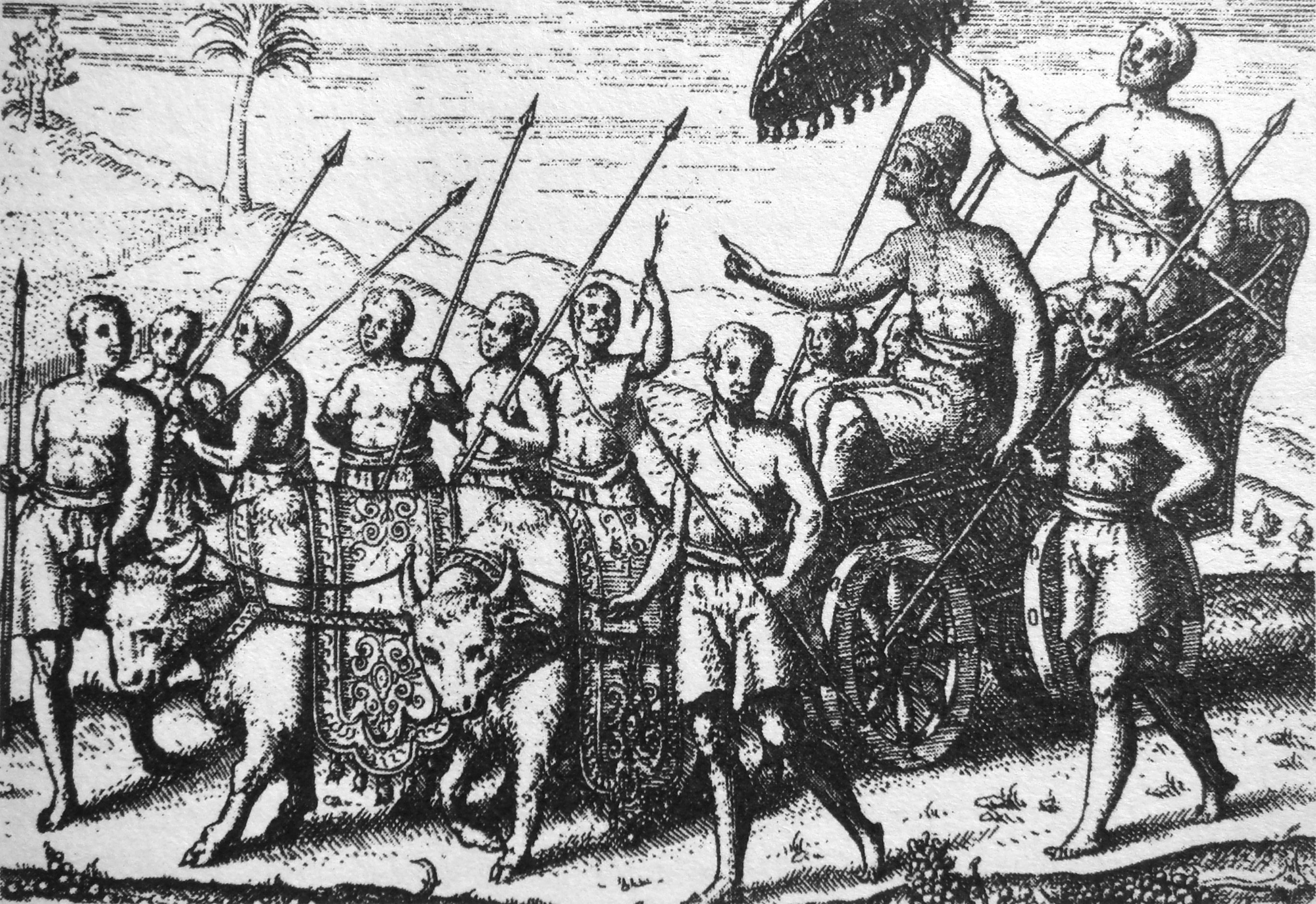
Gravura do rei balinês, o Dalem, no “livro Verhael vande Reyse […] Naer Oost Indien”, publicado em 1597 por Cornelis de Houtman

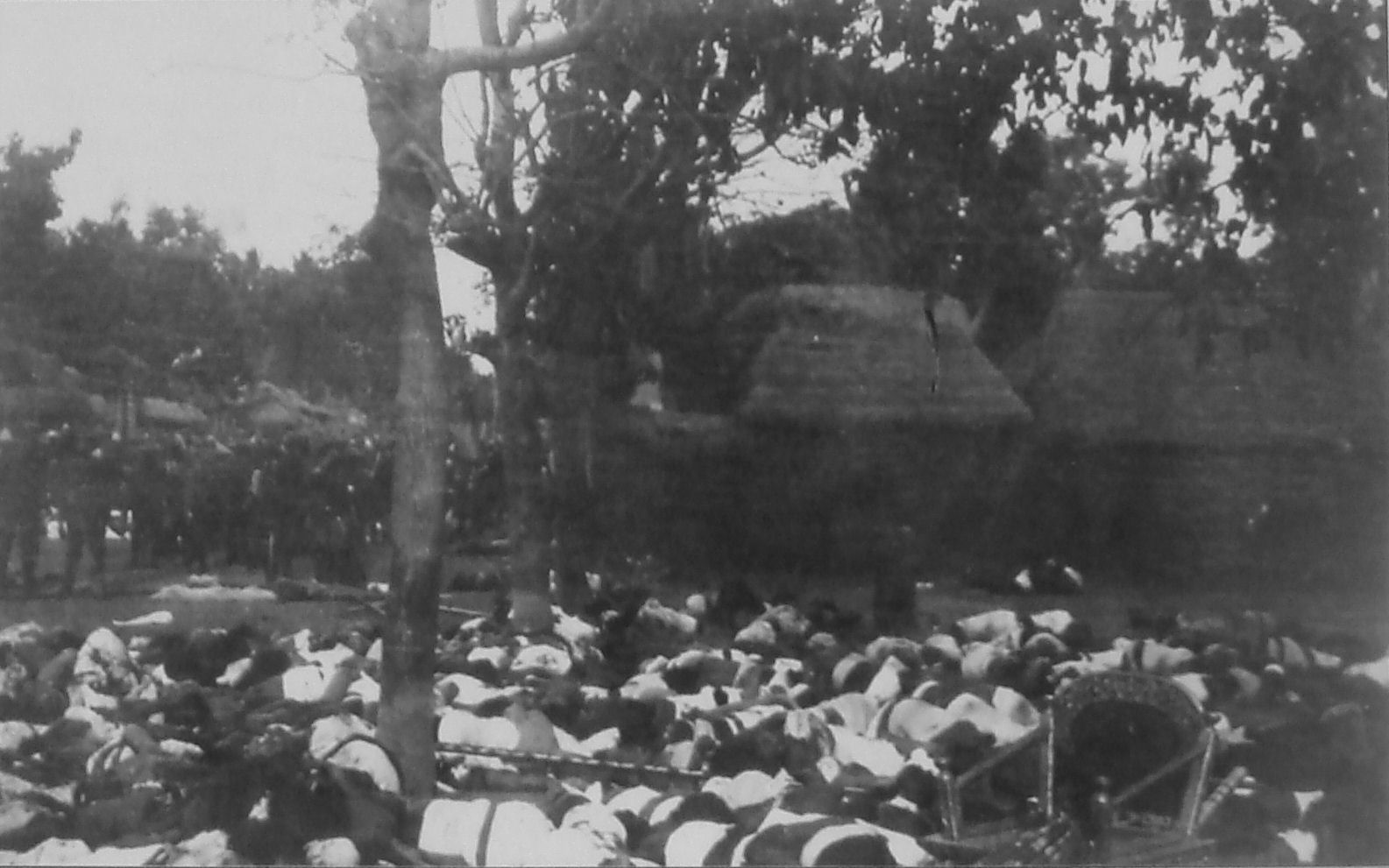
Fotografia dos mortos no puputan (suicídio ritual) de 1906

Em junho de 1860, o famoso naturalista galês Alfred Russel Wallace viajou para Bali desde Singapura, desembarcando em Buleleng, na costa norte. Essa visita foi fundamental para o naturalista desenvolver a sua teoria da Linha de Wallace, a fronteira biogeográfica que passa entre Bali e Lomboque. Essa linha separa as espécies zoológicas de origem asiática (a oeste) das espécies de origem mista asiática e australiana (a leste). Nas suas memórias de viagem “The Malay Archipelago”, Wallace narra a sua experiência em Bali, nomeadamente dos métodos de irrigação únicos (subak):
| “ | Fiquei simultaneamente atónito de encantado; pois a minha visita a Java foi alguns depois, nunca tinha visto uma região tão bela e tão bem cultivada fora da Europa. Uma planície ligeiramente ondulada estende-se desde o litoral ao longo de 10 km para o interior, onde é delimitada por uma estreita faixa arborizada e cultivada. Casas e aldeias, marcadas por bosques densos de coqueiros, tamarindos e outras árvores de fruto, espalham-se em todas as direções.. Entre elas há extensos e luxuriantes campos de arroz, irrigados por um sistema elaborado que seria o orgulho das partes mais bem cultivadas da Europa. | ” |

Em 1906 os holandeses lançaram um  assalto naval e terrestre de grande envergadura na região de Sanur onde foram confrontados por milhares de nativos liderados pela família real, que preferiram morrer num puputan (suicídio ritual) combatendo do que enfrentar a humilhação de uma rendição. Apesar dos apelos à rendição feitos pelos holandeses, os balineses marcharam para a morte contra os invasores. Na   ocorreu outro massacre similar em Klungkung. Depois disso, os governadores holandeses passaram a exercer o controlo administrativo sobre a ilha, mas o controlo local sobre a cultura e religião geralmente permaneceu intacto. O domínio holandês em Bali chegou tarde e nunca chegou a ser tão bem estabelecido como noutras partes da Indonésia como Java e as Molucas.
Na década de 1930, os antropólogos Margaret Mead e Gregory Bateson, os artistas Miguel Covarrubias e Walter Spies, e o musicologista Colin McPhee passaram tempo em Bali. Os seus relatos da ilha e das suas gentes criaram uma imagem de Bali como "uma terra encantada de estetas em paz com eles próprios e com a natureza". Foi nessa altura que tursitas ocidentais começaram a visitar a ilha.

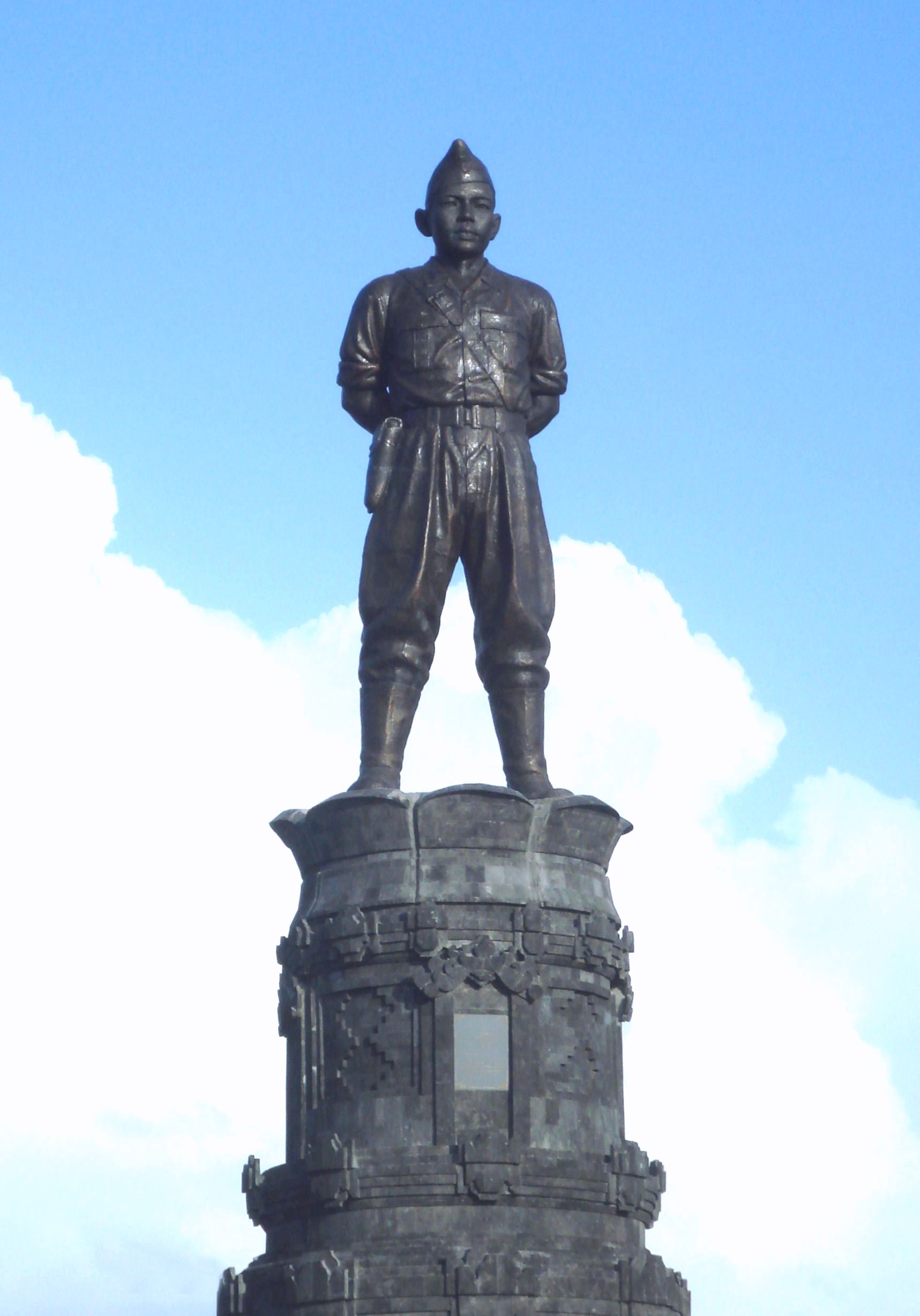
Estátua do herói nacional indonésio balinês

O Japão ocupou o Bali durante a Segunda Guerra Mundial. Inicialmente, a ilha não era um alvo na campanha japonesa nas Índias Orientais Holandesas, mas devido ao facto das pistas de aviação do Bornéu terem ficado inoperacionais devido a fortes chuvadas, o exército japonês decidiu ocupar Bali, cujo clima era mais favorável. A ilha não tinha tropas regulares do Exército Real das Índias Orientais Holandesas (KNIL). Apenas dispunha de um Corpo de Tropas Auxiliares Prajoda (Korps Prajoda), formado por cerca de 600 soldados nativos e vários oficiais holandeses do KNIL sob o comando do tenente-coronel W. P. Roodenburg. A 19 de fevereiro de 1942, as forças japonesas desembarcaram perto de Senoer (Sanur) e tomaram rapidamente a ilha.
Durante a ocupação japonesa, um oficial balinês, I Gusti Ngurah Rai formou um "exército livre" balinês. A dureza da ocupação japonesa causou mais ressentimento entre a população do que os governantes coloniais holandeses. A seguir à rendição do Japão no Pacífico em agosto de 1945, os holandeses retomaram a administração colonial da Indonésia, incluindo Bali. Enfrentaram a resistência dos rebeldes, que usavam armas capturadas aos japoneses. Em 20 de novembro de 1946, foi travada a batalha de Marga, em Tabanan, no centro de Bali. O coronel I Gusti Ngurah Rai, então com 29 anos, reuniu as suas tropas no leste da ilha em Marga Rana, onde lançaram um ataque suicida sobre as tropas holandesas fortemente armadas. O batalhão balinês foi completamente desbaratado, acabando com o última réstia de resistência militar balinesa.

### Independência e pós-independência

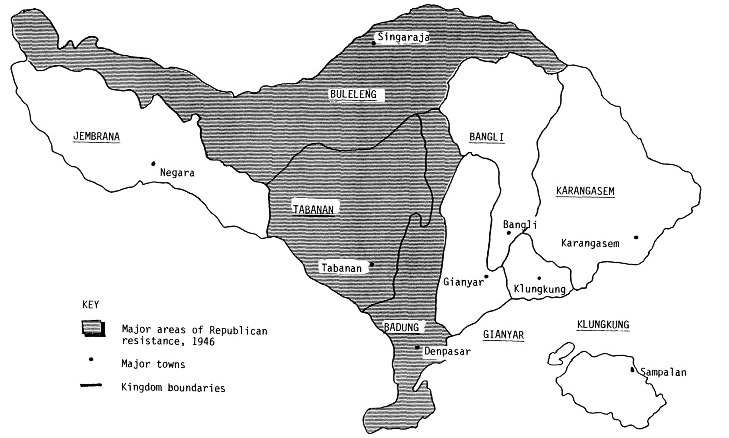
Mapa dos reinos balineses durante a Revolução Nacional Indonésia

Em 1946, os holandeses constituíram o Bali como um dos 13 distritos administrativos do recém-proclamado Estado da Indonésia Oriental, rival da República da Indonésia, proclamada e liderada por Sukarno e Mohammad Hatta. O Bali foi incluído na "República dos Estados Unidos da Indonésia" quando os Países Baixos reconheceram a independência indonésia em 29 de dezembro de 1949.
Em 1963, a erupção vulcânica do monte Agung causou milhares de vítimas mortais, provocou o caos económico e forçou à deslocação de muitos balineses para outras partes da Indonésia. Da mesma forma que no resto do país, houve conflitos em Bali devido ao alargamento das divisões sociais, nomeadamente entre os apoiantes do sistema tradicional de castas e os que se lhe opunham. Politicamente, esse confronto foi protagonizado por apoiantes do Partido Comunista da Indonésia (PKI) e do Partido Nacional Indonésio (PNI). As reformas agrárias promovidas pelo PKI aumentaram ainda mais as tensões.
O exército tornou-se o poder dominante e instigou uma violenta purga anti-comunista, na sequência da tentativa falhada de golpe de estado em 30 de setembro de 1965, que foi atribuído ao PKI. Muitas estimativas sugerem que foram mortas mais de 500 000 pessoas em toda Indonésia, 80 000 delas em Bali, o que equivale a 5% da população da ilha. Sem forças islâmicas envolvidas, como em Java e Sumatra, os proprietários de terras de castas altas do PNI levaram a matanças em massa de membros do PKI.

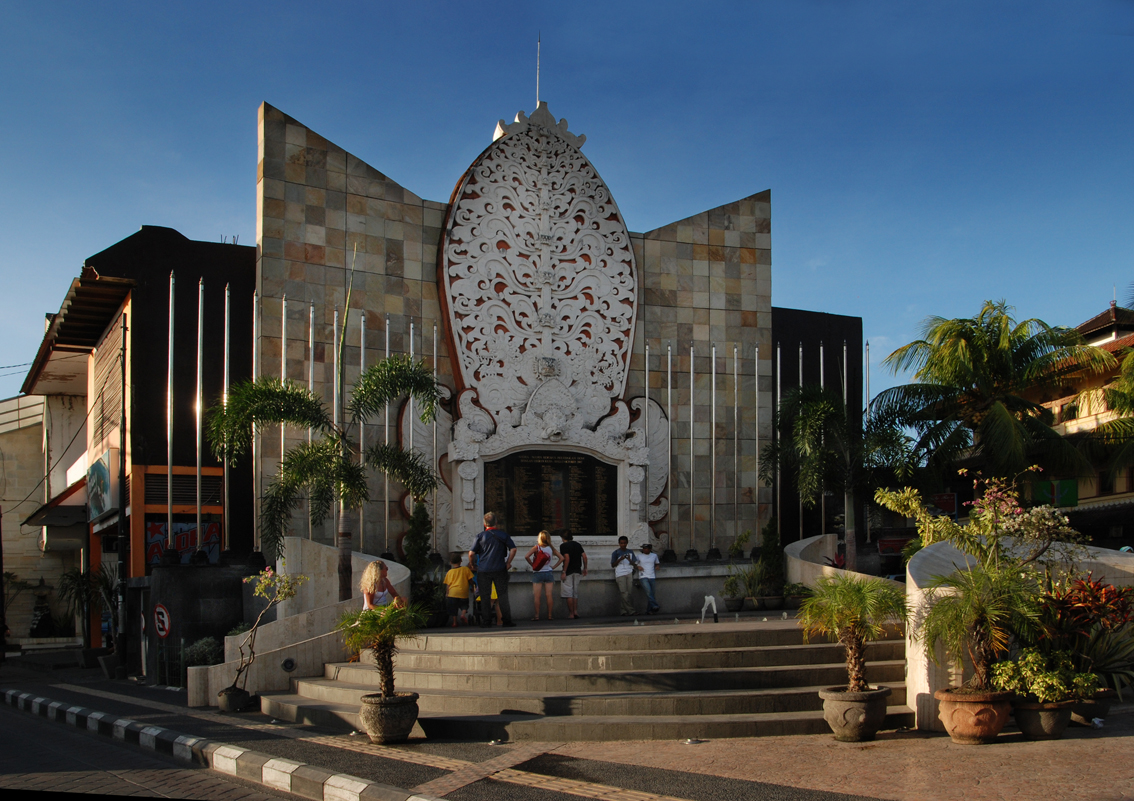
Monumento às vítimas do atentado terrorista de 2002 em Cuta

Na sequência dos tumultos de 1965–1966, Suharto logrou afastar Sukarno da presidência. O regime instaurado por Suharto, auto intitulado "Nova Ordem", restabeleceu as relações com os países ocidentais e o "paraíso" de Bali de antes da guerra foi reavivado de forma moderna. O grande crescimento turístico originou um crescimento dramático dos padrões de vida em Bali e o afluxo considerável de divisas para o país.
Em 12 de outubro de 2002, um atentado terrorista à bomba em Cuta matou 202 pessoas, a maior parte delas turistas. Em 2005 ocorreu outro atentado, também perto de Cuta, no qual morreram 20 pessoas. Estes atentados fizeram diminuir severamente o turismo, com consequências muito negativas para a economia da ilha.[carece de fontes?]

## Geografia
A ilha de Bali situa-se 3,2 km a leste da ilha de Java, da qual está separada pelo estreito de Bali. O comprimento da ilha na direção leste-oeste é de aproximadamente 153 km de comprimento e a largura é cerca de 112 km na direção norte-sul. A Província de Bali inclui algumas pequenas ilhas próximas e tem 5 636,7 km² de área. Segundo o censo de 2010 tinha 3 890 757 habitantes e estimava-se que 2015 tivesse 4 152 800 (densidade: 736,7 hab./km²).

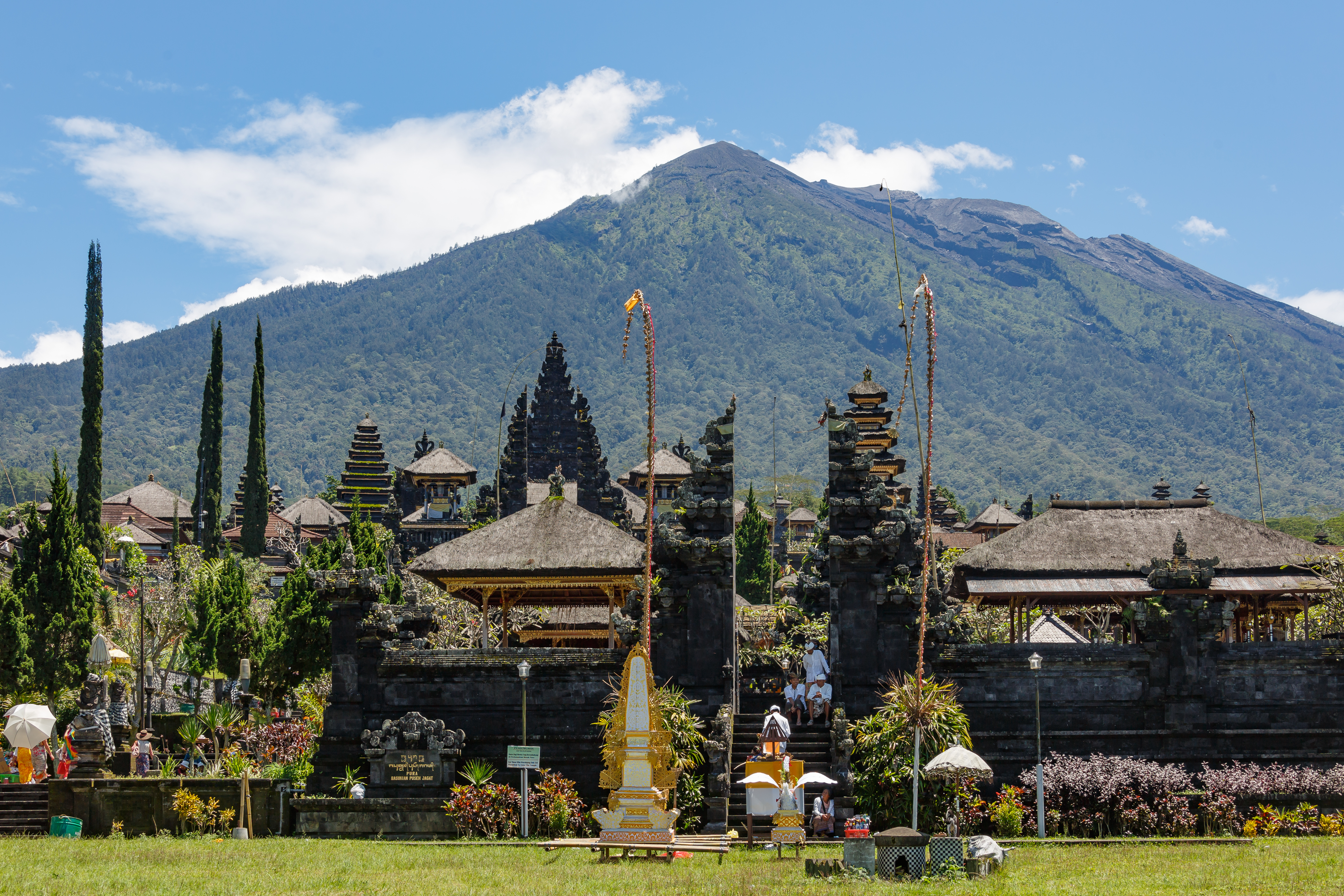
O Pura Besakih, um templo hindu na encosta do monte Agung, a montanha mais alta do Bali

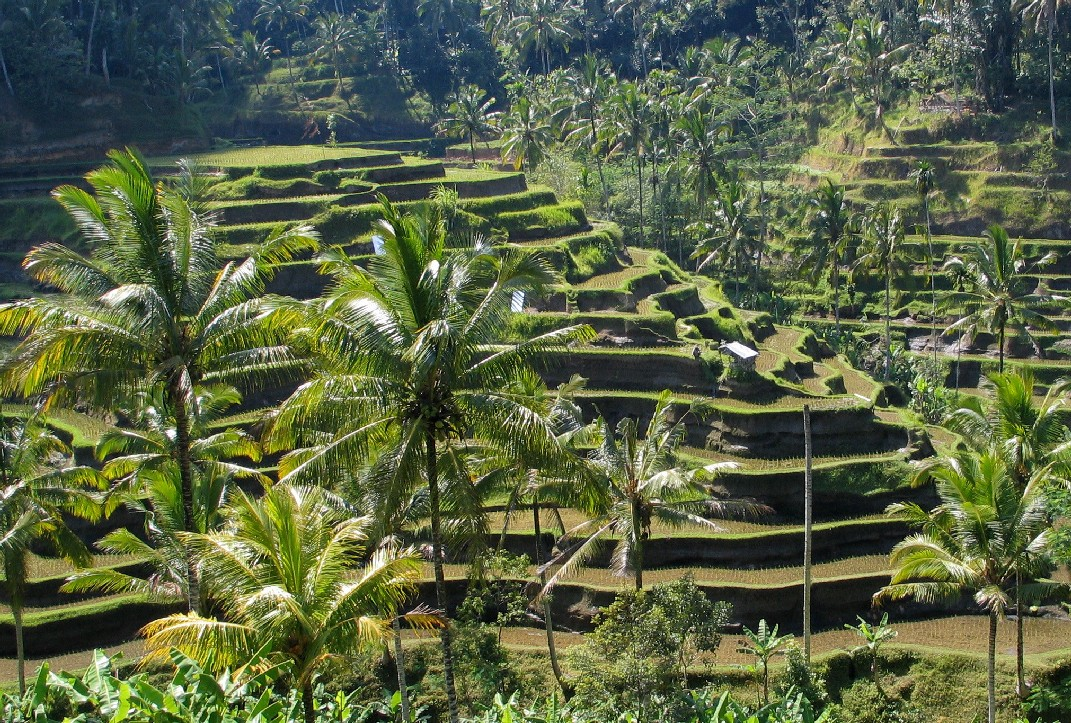
Socalcos de arroz

Na parte central da ilha há diversas montanhas com mais de 2 000 m de altitude. As mais altas estendem-se para leste desde a parte central. A grande montanha mais oriental e a mais alta da ilha é o monte Agung, com 3 142 m, conhecida como a "montanha-mãe", um vulcão ativo que é considerado um o local do mundo onde é mais provável que ocorra uma erupção massiva nos próximos 100 anos. A natureza vulcânica da ilha contribuiu para a sua fertilidade excecional e as altas cadeias montanhosas providenciam uma elevada precipitação que suporta a agricultura para cuja elevada produtividade contribuem sistemas de irrigação muito elaborados, nomeadamente o subak. A sul das montanhas situa-se uma área com declive constante onde se produzem as imensas colheitas de arroz de Bali. Na parte norte, as encostas das montanhas são mais íngremes e vão até ao mar. É lá que se situam as principais plantações de café, além de arroz, hortaliças e gado. A ilha não tem grandes rios navegáveis, embora o rio Ho seja navegável por pequenas sampanas. O rio mais extenso é o Ayung, com aproximadamente 75 km de comprimento.
A principal área protegida da ilha, o Parque Nacional Bali Barat (Parque Nacional de Bali Ocidental), situa-se na extremidade ocidental da ilha. Na extremidade sul da ilha, a península de Bukit, concentram-se numerosos empreendimentos turísticos, construídos sobretudo a partir da década de 2000. Bali está rodeada de recifes de coral. As praias da costa sul são geralmente de areia branca, enquanto que as do norte e oeste são de areia negra. Desde o início do século XXI que tem havido algum desenvolvimento turístico nas praias de areia negra entre Pasut e Klatingdukuh, mas à parte do templo costeiro de Tanah Lot o turismo na região não é significativo. Imediatamente a sudeste de Bali encontram-se três pequenas ilhas que em termos administrativos fazem parte da regência de Klungkung de Bali: Nusa Penida, Nusa Lembongan e Nusa Ceningan, as quais estão separadas de Bali pelo estreito de Badung.[carece de fontes?]
A leste, o estreito de Lomboque separa Bali da ilha de Lomboque e pr ele passa a Linha de Wallace, que marca a divisão biogeográfica entre as faunas distintamente diferentes da ecozona indo-malaia, a oeste, e da Australásia, a leste. Quando os níveis dos oceanos baixaram durante a glaciação quaternária, o Bali esteve ligado a Java, Sumatra e à Ásia continental e teve fauna asiática, mas a profundidade do estreito de Lomboque fez com que a ilha de Lomboque e as Pequenas Ilhas da Sonda permanecessem isoladas.[carece de fontes?]

### Clima
Situando-se a apenas 8 ° a sul do equador, Bali tem um clima praticamente igual durante todo o ano. A temperatura anual média é cerca de 30 °C e a humidade relativa aproximadamente 85%. As temperaturas médias nas zonas baixas variam entre os 20 e 33 °C, mas por vezes nas montanhas as temperaturas são bastante mais baixas. A monção de ocidente ocorre aproximadamente entre outubro e abril, geralmente trazendo consigo muita chuva, especialmente entre dezembro e março. Fora do período de monção, a humidade é relativamente baixa e as chuvas são raras nas áreas de baixa altitude.[carece de fontes?]
A estação alta do turismo é durante a estação seca, em julho e agosto, e durante a Páscoa e Natal, quando o clima é muito imprevisível.
| Dados climatológicos para Bali  | Dados climatológicos para Bali | Dados climatológicos para Bali | Dados climatológicos para Bali | Dados climatológicos para Bali | Dados climatológicos para Bali | Dados climatológicos para Bali | Dados climatológicos para Bali | Dados climatológicos para Bali | Dados climatológicos para Bali | Dados climatológicos para Bali | Dados climatológicos para Bali | Dados climatológicos para Bali | Dados climatológicos para Bali |
| Mês                             | Jan                            | Fev                            | Mar                            | Abr                            | Mai                            | Jun                            | Jul                            | Ago                            | Set                            | Out                            | Nov                            | Dez                            | Ano                            |
| ------------------------------- | ------------------------------ | ------------------------------ | ------------------------------ | ------------------------------ | ------------------------------ | ------------------------------ | ------------------------------ | ------------------------------ | ------------------------------ | ------------------------------ | ------------------------------ | ------------------------------ | ------------------------------ |
| Temperatura máxima recorde (°C) | 33                             | 37                             | 37                             | 37                             | 37                             | 40                             | 37                             | 42                             | 35                             | 37                             | 37                             | 40                             | 42                             |
| Temperatura máxima média (°C)   | 30                             | 30                             | 30                             | 30                             | 30                             | 29                             | 28                             | 28                             | 29                             | 30                             | 30                             | 30                             | 30                             |
| Temperatura média (°C)          | 28                             | 28                             | 28                             | 28                             | 27                             | 27                             | 26                             | 26                             | 27                             | 27                             | 28                             | 28                             | 27                             |
| Temperatura mínima média (°C)   | 25                             | 25                             | 25                             | 25                             | 25                             | 25                             | 24                             | 24                             | 24                             | 25                             | 25                             | 25                             | 25                             |
| Temperatura mínima recorde (°C) | 22                             | 22                             | 22                             | 21                             | 20                             | 21                             | 20                             | 18                             | 20                             | 21                             | 20                             | 18                             | 18                             |
| Chuva (mm)                      | 340                            | 280                            | 210                            | 90                             | 70                             | 70                             | 50                             | 20                             | 40                             | 90                             | 150                            | 290                            | 1 730                          |
| Dias com chuva                  | 16                             | 15                             | 14                             | 12                             | 9                              | 5                              | 4                              | 3                              | 4                              | 8                              | 13                             | 13                             | 116                            |
| Humidade relativa (%)           | 80                             | 80                             | 80                             | 80                             | 75                             | 75                             | 75                             | 70                             | 70                             | 70                             | 75                             | 75                             | 75,4                           |
| Insolação (h)                   | 6                              | 6                              | 7                              | 8                              | 9                              | 10                             | 10                             | 10                             | 9                              | 9                              | 7                              | 7                              | 8,2                            |
| Fonte: Weatherbase              |                                |                                |                                |                                |                                |                                |                                |                                |                                |                                |                                |                                |                                |

## Ambiente

### Fauna terrestre

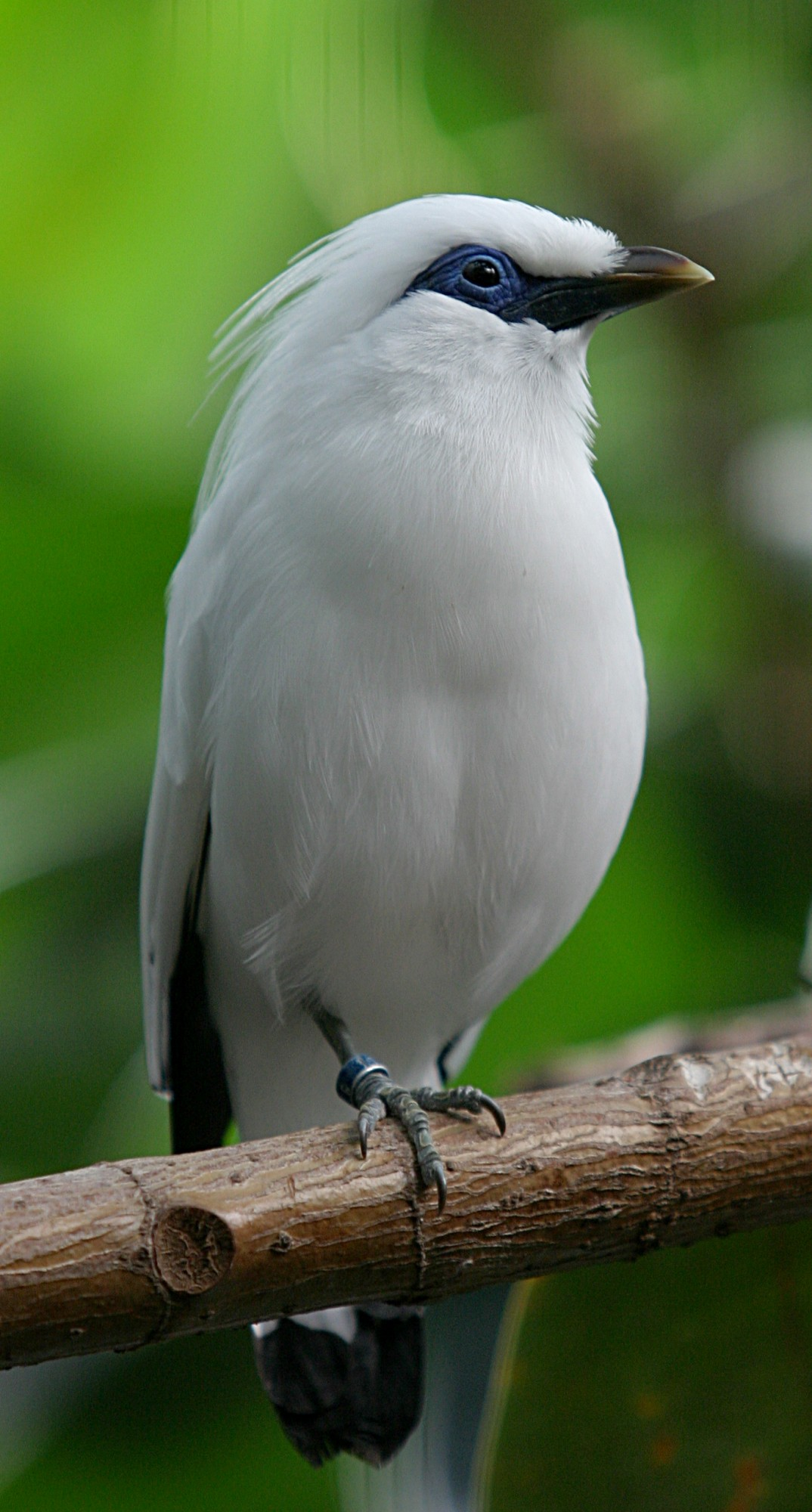
Estorninho-de-bali

O Bali situa-se imediatamente a oeste da Linha de Wallace, a fronteira biogeográfica que separa as espécies zoológicas de origem asiática (a oeste) das espécies de origem mista asiática e australasiana (a leste). Devido a isso, a sua fauna é do tipo asiático, com pouca influência australasiana, e tem mais em comum com a de Java do que com a de Lomboque. Uma exceção é a Cacatua sulphurea, que pertence a um género primariamente australasiano.[carece de fontes?]
Na ilha há cerca de 280 espécies de aves, que incluem o estorninho-de-bali (Leucopsar rothschildi), uma espécie endémica em perigo crítico de extinção. Outras espécies de aves incluem a andorinha-das-chaminés (Hirundo rustica), Oriolus chinensis, Crypsirina temia, Spilornis cheela, Hemiprocne coronata, Eurystomus orientalis, pardal-de-java (Lonchura oryzivora), Leptoptilos javanicus, Lanius schach, Mycteria cinerea, Hirundo tahitica, andorinha-dáurica (Cecropis daurica), Todiramphus sanctus, noitibó-da-savana (Caprimulgus affinis), Pelargopsis capensis, Pycnonotus goiavier e garça-branca-grande (Ardea alba). Há também espécies dos géneros Haliaeetus (águias-marinhas) e Artamus (da família Artamidae).[carece de fontes?]
Até ao início do século XX, o Bali era habitat de vários grandes mamíferos: o bantengue (Bos javanicus) selvagem, o leopardo-de-java (Panthera pardus melas), e o endémico tigre-de-bali (Panthera tigris balica). O bantengue ainda se encontra no Bali, na sua forma doméstica; o leopardo já só se encontra na vizinha Java[carece de fontes?] e o tigre está extinto. O último registo fiável de um tigre-de-bali data de 1937, quando foi caçado um espécime, apesar de ser possível que a subespécie tivesse sobrevivido até à década de 1940 ou 1950. O tamanho relativamente pequeno da ilha, caça furtiva, a competição com os humanos e a consequente redução do habitat levou à extinção do tigre-de-bali. Esta susbespécie, a mais pequena e mais rara de todas as susbespécies de tigres, nunca foi captada em filme ou mostrada em jardins zoológicos e poucas peles ou ossos são conservadas em museus.[carece de fontes?]

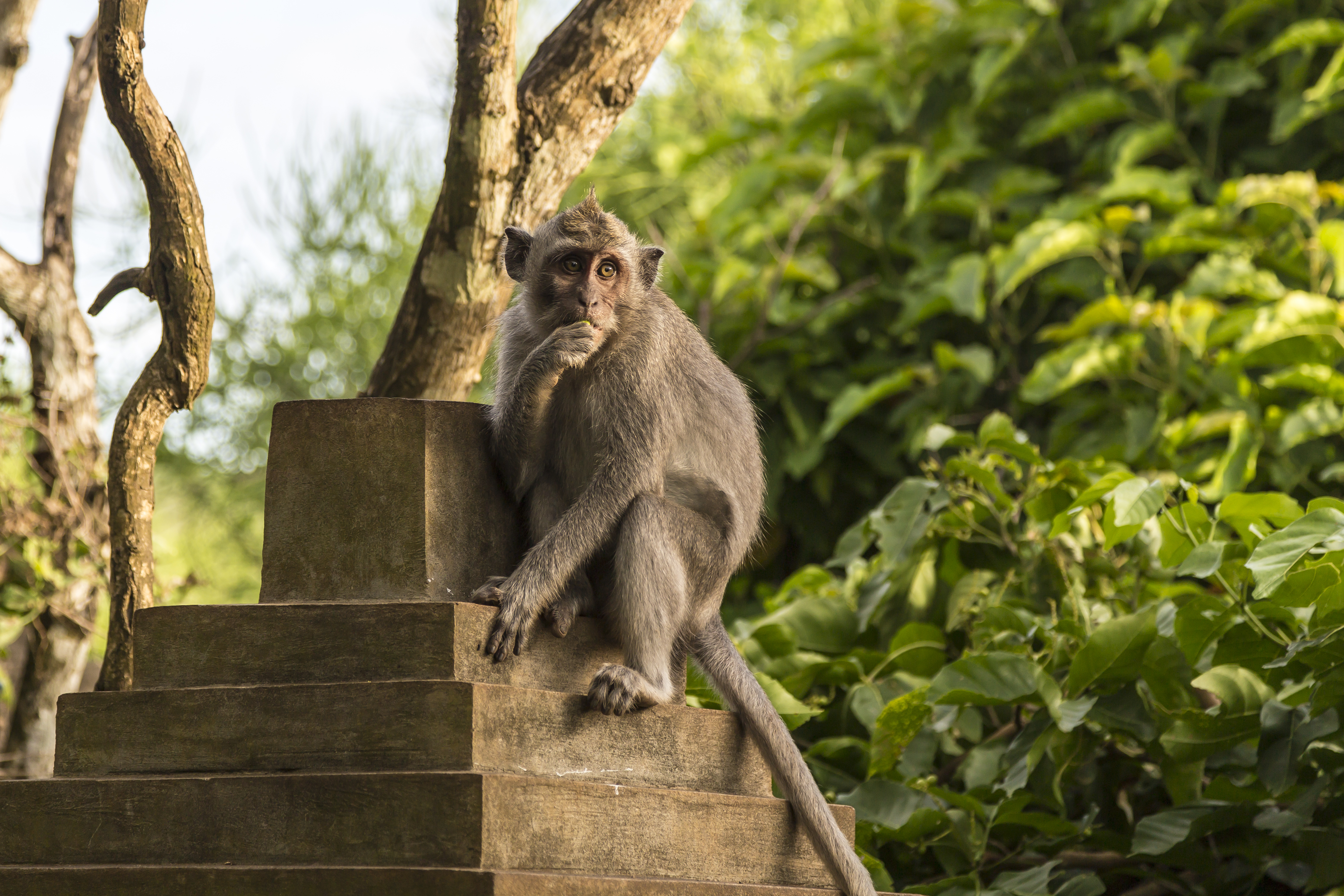
Um macaco-caranguejeiro no Luhur Uluwatu, um templo hindu na península de Bukit

Atualmente, os maiores mamíferos selvagens que se encontram Bali são o cervo-de-timor (Rusa timorensis), o javali (Sus scrofa) e o muntjac-vermelho (Muntiacus muntjak), uma espécie de veado pequeno. Outrora havia crocodilos-de-água-salgada, mas foram extintos não se sabe ao certo quando, no século XX. Os esquilos são bastante comuns. A civeta de palmeira asiática (Paradoxurus hermaphroditus) é menos comum, mas é conservada em plantações de café para produzir Kopi Luwak, um tipo de café feito a partir das suas fezes. Há muitos morcegos e há um local famoso onde se podem avistar é o Goa Lawah ("Templo dos Morcegos"), onde eles são venerados pelos locais e constituem uma atração turística. Também se encontram morcegos noutros templos em cavernas, como por exemplo em Gangga Beach.[carece de fontes?]
Há duas espécies de macacos do Velho Mundo (Cercopithecidae). O macaco-caranguejeiro (Macaca fascicularis), conhecido localmente como kera, é bastante comum em volta de assentamentos humanos e templos, onde se habituou a ser alimentado pelas pessoas, particularmente nos três templos de "florestas de macacos", um deles situado na área de Ubud. São também mantidos como animais de estimação pelos locais. O outro macaco é o langur-de-java (Trachypithecus auratus), endémico de Java e de algumas ilhas em redor, como o Bali, é muito mais raro e mais esquivo. É conhecido localmente como lutung e encontra-se sobretudo no Parque Nacional Bali Barat, embora também se encontre noutros poucos locais fora do parque. Os lutungs nascem cor-de-laranja mas quando atingem um ano de idade a sua cor já mudou praticamente para preto. Tal não acontece em Java, onde têm mais tendência a conservar a sua cor de juventude durante a idade adulta e por isso é possível observar famílias com 'lutungs laranja e pretos.[carece de fontes?]
Outros mamíferos mais raros incluem o gato-leopardo (Prionailurus bengalensis), o pangolim-malaio (Manis javanica) e p esquilo-gigante-malaio (Ratufa bicolor).[carece de fontes?]
As serpentes incluem a cobra-real (Ophiophagus hannah) e a píton-reticulada (Python reticulatus). O varano-malaio (Varanus salvator) é outra espécie de réptil que vive no Bali, que pode alcançar mais de 1,5 m de comprimento e 50 kg de peso.[carece de fontes?]

### Vida marinha

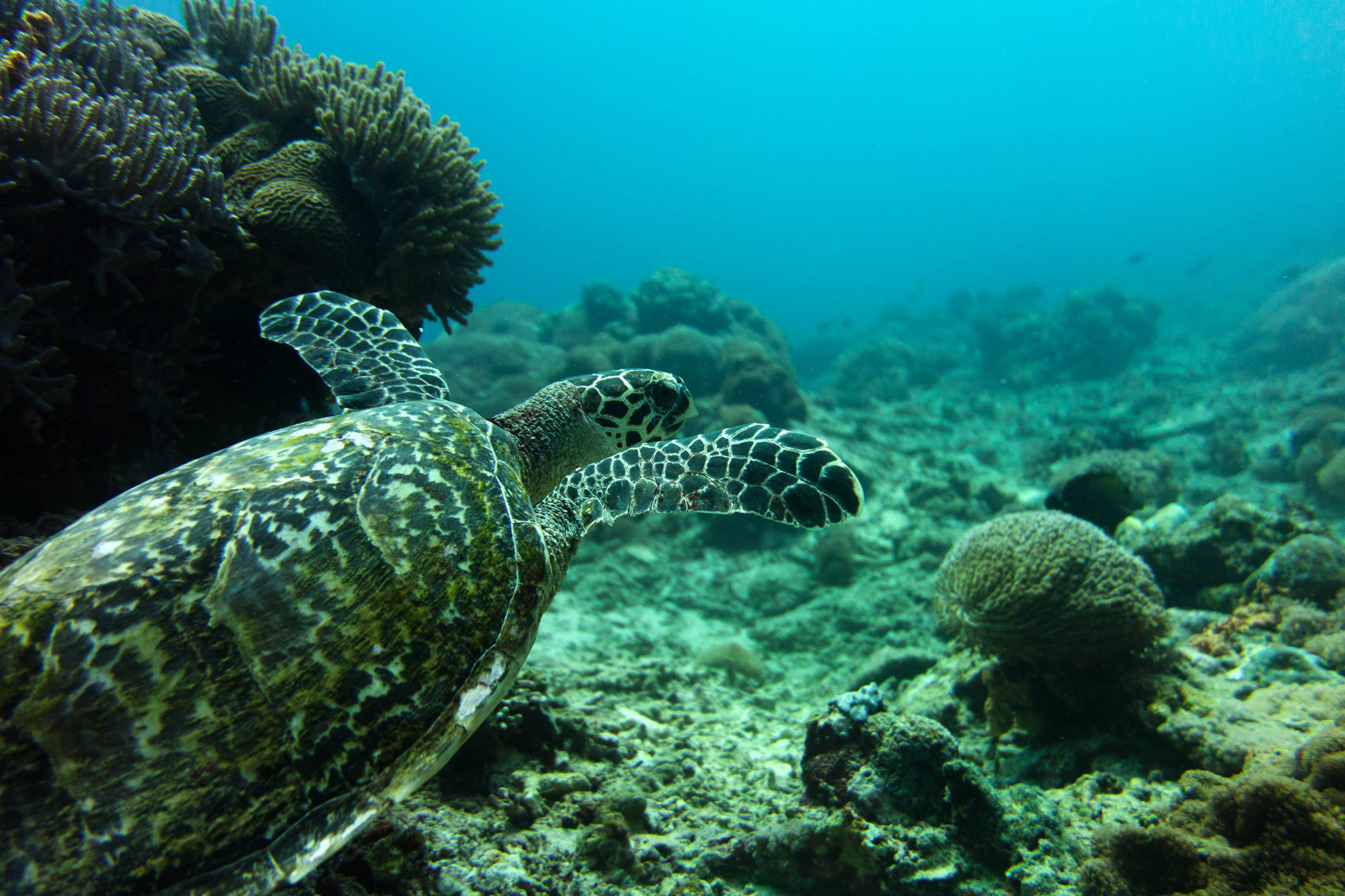
Tartaruga nas águas de Nusa Penida

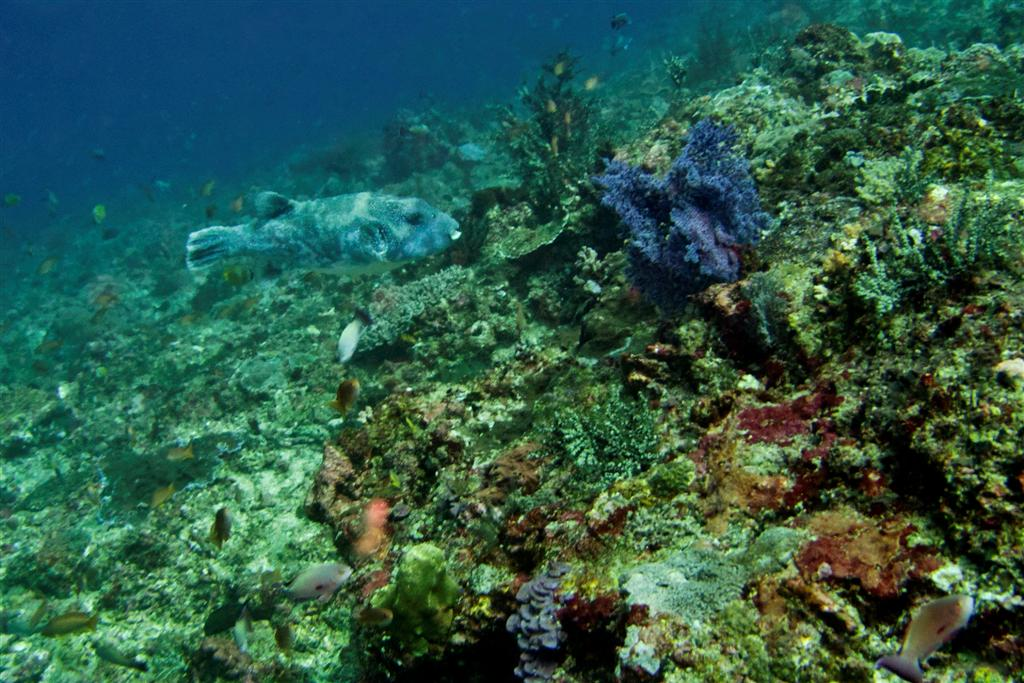
Recifes de coral de Nusa Penida

As águas das costas sul e leste do Bali fazem parte do chamado Triângulo de Coral, a área com vida marítima mais rica do mundo e com mais diversidade de corais, onde vivem mais de 6 000 espécies de peixes e se encontram 76% das espécies conhecidas de coral. Os recifes de coral tornaram alguns locais de mergulho e snorkeling do Bali mundialmente famosos, nomeadamente Tulamben,  Amed, Menjangan ou as pequenas ilhas vizinhas de Nusa Penida, Nusa Lembongan e Nusa Ceningan. Em redor destas últimas foi criada em 2010 uma área protegida. Essa reserva natural é habitat de 296 espécies de coral and 576 espécies de peixes, cinco delas desconhecidas para a ciência antes do processo de classificação da área ter sido iniciado. Algumas das espécies marinhas que se podem observar incluem a tartaruga-de-pente (Eretmochelys imbricata), o peixe-lua (Mola mola), jamanta (Manta birostris), moreia-gigante (Gymnothorax javanicus), peixe-papagaio-bisonte (Bolbometopon muricatum), tubarões-martelo (família Sphyrnidae), tubarão-cinzento-dos-recifes (Carcharhinus amblyrhynchos), barracuda, serpentes marinhas (família Hydrophiidae). Na costa norte é comum avsitar golfinhos perto de Singaraja e Lovina.[carece de fontes?]
Num levantamento levado a cabo por uma equipa de cientistas em 2011 em 33 locais em volta do Bali foram registadas 952 espécies de peixes de recife. Em  Pemuteran,  Gilimanuk, Nusa Dua, Tulamben e Candidasa foram encontradas 8 espécies até então desconhecidas para a ciência. Foram igualmente registadas 393 espécies de coral, 2 delas desconhecidas para a ciência (em Padangbai e entre Padangbai e Amed). A percentagem de coral saudável era 36% (maior do que em Raja Ampat, Halmaera, Fakfak e Kaimana). Os locais em melhor estado de conservação foram encontrados em  Gili Selang e  Gili Mimpang.[carece de fontes?]

### Flora

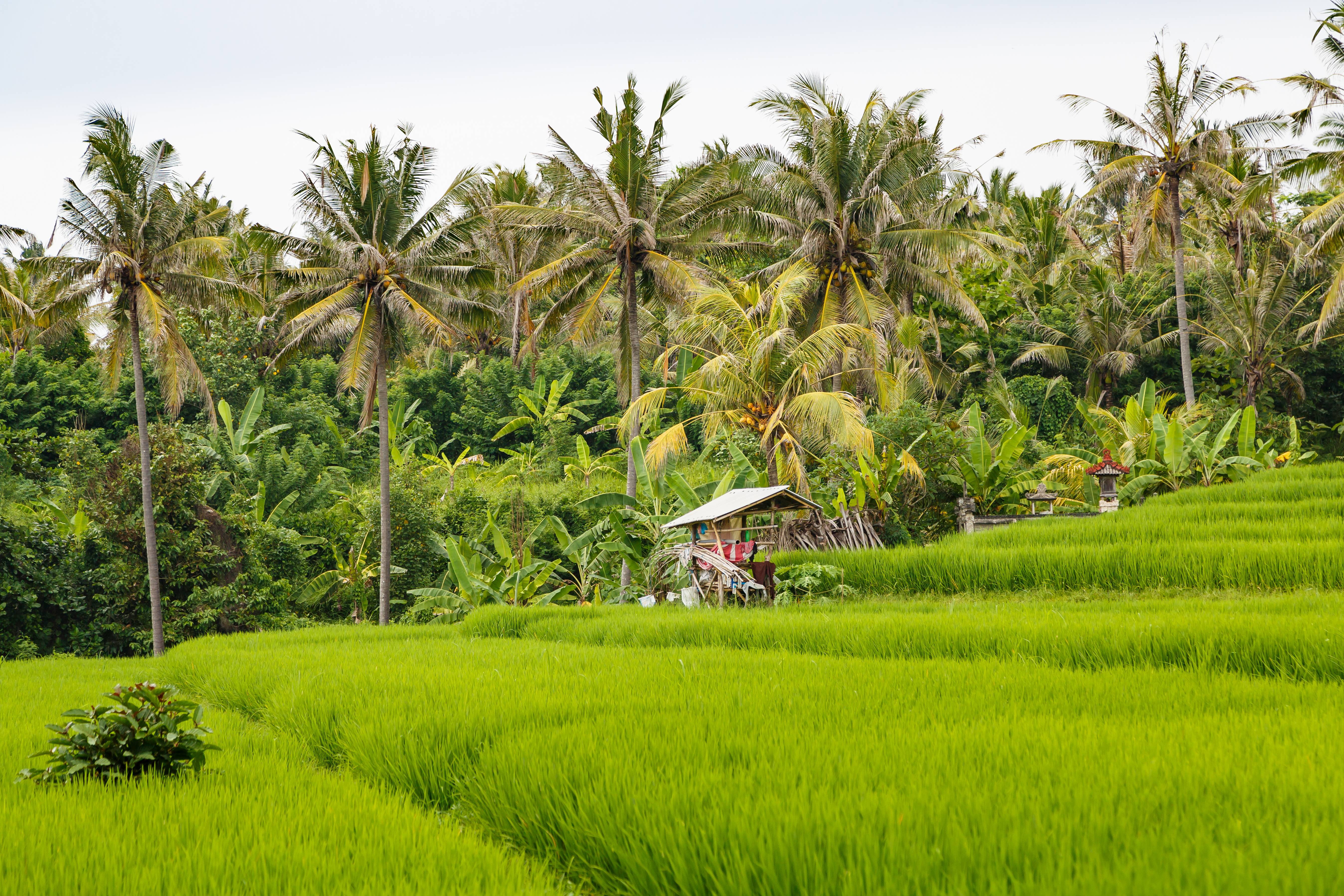
Plantação de arroz com coqueiros e bananeiras ao fundo, na regência de Tabanan

Muitas plantas que crescem no Bali foram introduzidas pelo homem nos últimos séculos, principalmente desde o século XX, o que por vezes torna difícil saber quais são as plantas realmente nativas. Entre as árvores de maior porte mais comuns encontram-se o baniano, jaqueira (Artocarpus heterophyllus), coqueiro (Cocos nucifera), várias espécies de bambus, acácias e bananeiras. Dentre as flores podem citar-se os hibiscos, frangipanis, buganvílias, poinsétias, oleandro, jasmins, nenúfares, lótus, rosas, begónias, orquídeas e hortênsias. Em zonas mais altas, que recebem mais humidade, como por exemplo em volta de Kintamani, crescem algumas espécies de fetos gigantes, cogumelos e até pinheiros. Nas plantas agrícolas, além de muitas variedades de arroz destacam-se o salak (Salacca zalacca), o mangostão, o milho, as laranjeiras de kintamani, cafeeiro e espinafre-aquático (Ipomoea aquatica, conhecido localmente como kangkung).[carece de fontes?]

### Ameaças ambientais
Em 2010 o Bali era a província com o índice de qualidade ambiental mais alto da Indonésia (99,65). Esse índice mede três parâmetros da qualidade da água: total de sólidos em suspensão [en] (TSS), oxigénio dissolvido (DO) e carência química de oxigénio (COD).
Os casos mais graves de erosão ocorrem em na praia de Lebih, onde chegam a ser perdidos para o mar 7 m de terra por ano. Há várias décadas, essa praia era usada para peregrinações religiosas que juntavam mais de 10 000, as quais foram entretanto mudadas para a praia de Masceti.
Devido à sobre-exploração de recursos provocada pela indústria turística, que ocupa grandes áreas, 200 dos 400 rios da ilha secaram e, estudos científicos de 2011 previam que em 2015 a parte sul do Bali iria sofrer graves faltas de água limpa de até 2 500 litros por segundo.

## Demografia
| 1971 | 2 120 322 |       |
| 1980 | 2 469 930 | 16,5% |
| 1990 | 2 777 811 | 12,5% |
| 1995 | 2 895 649 | 4,2%  |
| 2000 | 3 146 999 | 8,7%  |
| 2005 | 3 378 092 | 7,3%  |
| 2010 | 3 890 757 | 15,2% |
| 2014 | 4 152 800 | 6,7%  |

A maior cidade e capital provincial é Dempassar, situada perto da parte central da costa sul; em 2012 tinha 834 881 habitantes. A segunda maior cidade e antiga capital colonial é Singaraja, situada na costa norte; em 2010 tinha 133 784 habitantes. Outras cidades importantes são Cuta, que praticamente é um subúrbio de Dempassar, e Ubud, situada a norte de Dempassar, considerada o centro cultural da ilha.[carece de fontes?]
Segundo um estudo de ADN publicado 2005, 12% dos cromossomas Y dos balineses são provavelmente de origem indiana, enquanto que 84% são provavelmente de origem austronésia e 2% são provavelmente de origem melanésia. Esse estudo não correlaciona as amostras de ADN com o sistema balinês de castas.
No Bali há um sistema de castas baseado no indiano, constituído por quatro castas:
- Sudra — formada pelos camponeses, que representam perto de 93% da população.
- Wesia — a casta dos comerciantes e funcionários administrativos.
- Ksatrias — formada pela realeza e guerreiros.
- Brahmana — a casta dos sacerdotes.

Atualmente, o sistema de casta é usado sobretudo em eventos religiosos, onde os membros das castas inferiores pedem aos membros da casta Brahmana (os pedandas) para conduzirem as cerimónias.

### Religião
| Distribuição de religiões no Bali em 2010 | Distribuição de religiões no Bali em 2010 | Distribuição de religiões no Bali em 2010 | Distribuição de religiões no Bali em 2010 | Distribuição de religiões no Bali em 2010 |
| ----------------------------------------- | ----------------------------------------- | ----------------------------------------- | ----------------------------------------- | ----------------------------------------- |
| Religião                                  |                                           |                                           | %                                         |                                           |
| Hinduísmo                                 | Hinduísmo                                 |                                           | 83,5%                                     | 83,5%                                     |
| Islão                                     | Islão                                     |                                           | 13,4%                                     | 13,4%                                     |
| Cristianismo                              | Cristianismo                              |                                           | 2,5%                                      | 2,5%                                      |
| Budismo                                   | Budismo                                   |                                           | 0,5%                                      | 0,5%                                      |
| Outras                                    | Outras                                    |                                           | 0,2%                                      | 0,2%                                      |

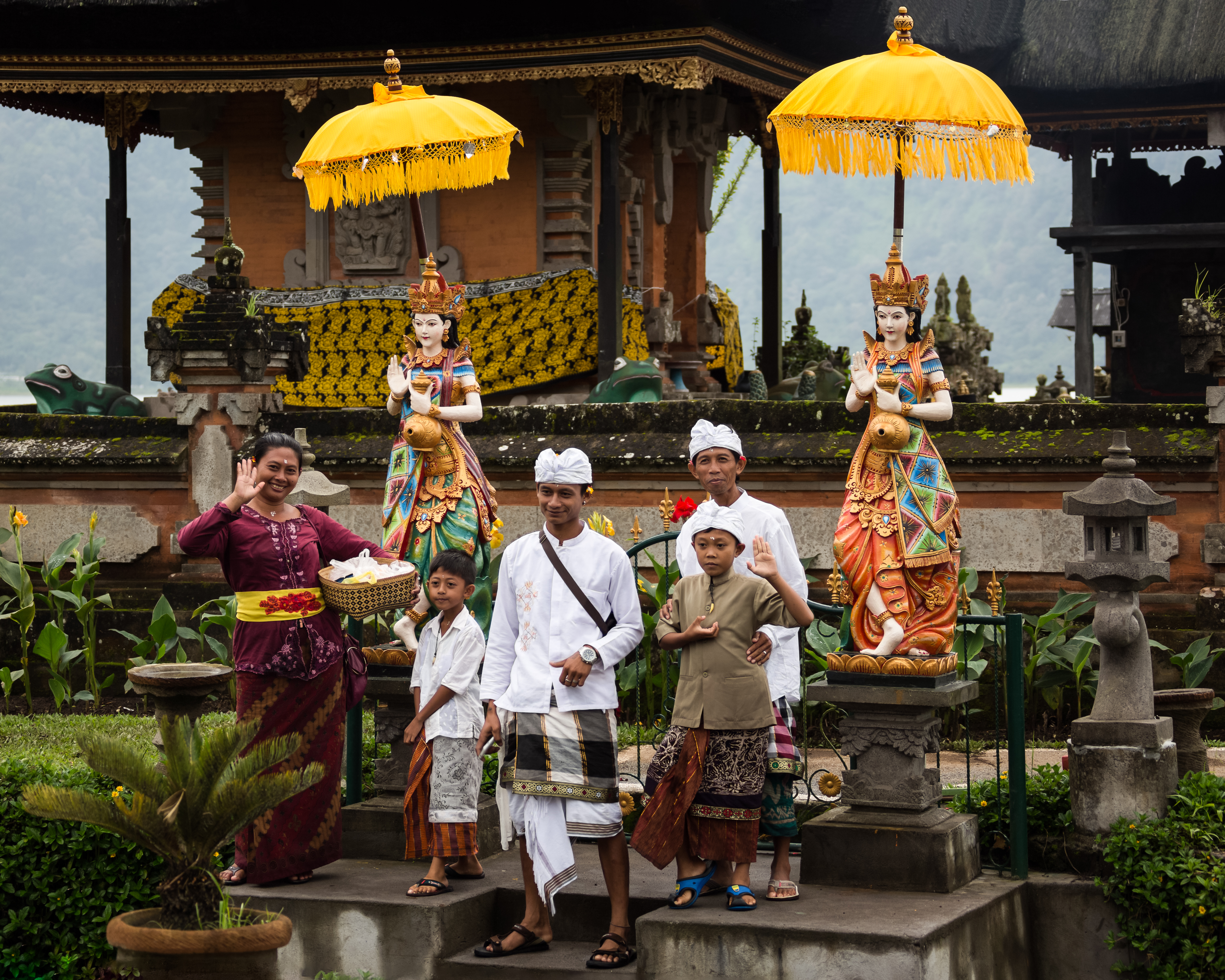
Uma família balinesa hindu depois da puja (oração) no templo Pura Ulun Danu Bratan, em Bedugul, regência de Tabanan

Contrariamente ao que se verifica nas restantes ilhas da Indonésia, onde a maioria esmagadora da população é muçulmana, segundo o censo de 2010, 83,5% da população segue um variante local do hinduísmo. As principais religiões minoritárias são o islão (13,4%), o cristianismo (2,5%; 0,8% católicos e 1,7% não católicos) e o budismo (0,5%).
O hinduísmo balinês é uma amálgama de crenças locais com influências do hinduísmo das regiões continentais do Sudeste Asiático e da Ásia Meridional, além do budismo. Os hindus balineses adoram uma série de deuses e semideuses juntamente com heróis budistas, espíritos dos antepassados, divindades agrícolas locais e locais sagrados. A religião praticada na ilha é um sistema composto de crenças, que inclui não apenas teologia, filosofia e mitologia mas também a veneração dos antepassados, animismo e magia, e que está presente em quase todos os aspetos da vida tradicional. Os hindus balineses acreditam que deuses e deusas estão presentes em todas as coisas e que por isso todos os elementos da natureza têm o seu próprio poder, que reflete o poder dos deuses. Cada rocha, cada árvore, adaga ou tecido é um potencial lar para espíritos cuja energia pode ser direcionada para o bem ou para o mal. O hinduísmo balinês está profundamente interligado com as artes e os rituais. Os estados rituais de autocontrolo são uma característica notável da expressão religiosa dos balineses, que por isso se tornaram famosos pelos seus hábitos de graciosidade e decoro.
Devido à existência de cerca de 20 000 templos (chamados localmente puras) e santuários, o Bali é conhecido como a "Ilha dos Mil Puras" e "Ilha dos Deuses".[carece de fontes?]
Além da maioria hindu, também descendentes de imigrantes chineses cujas tradições se fundiram com as dos locais. Em resultado disso, estes sino-balineses seguem não só a sua própria religião, uma mistura de budismo, cristianismo, taoismo e confucionismo, mas encontraram uma forma d harmonizá-la com as tradições locais. Não por isso incomum encontrar sino-balineses nos rituais odalan dos templos locais. Os sacerdotes hindus balineses são também convidados para realizarem os ritos funerários juntamente com sacerdotes chineses quando morre um sino-balinês. Não obstante, os sino-balineses declaram-se budistas para efeitos administrativos como o cartão de identidade.[carece de fontes?]

### Línguas

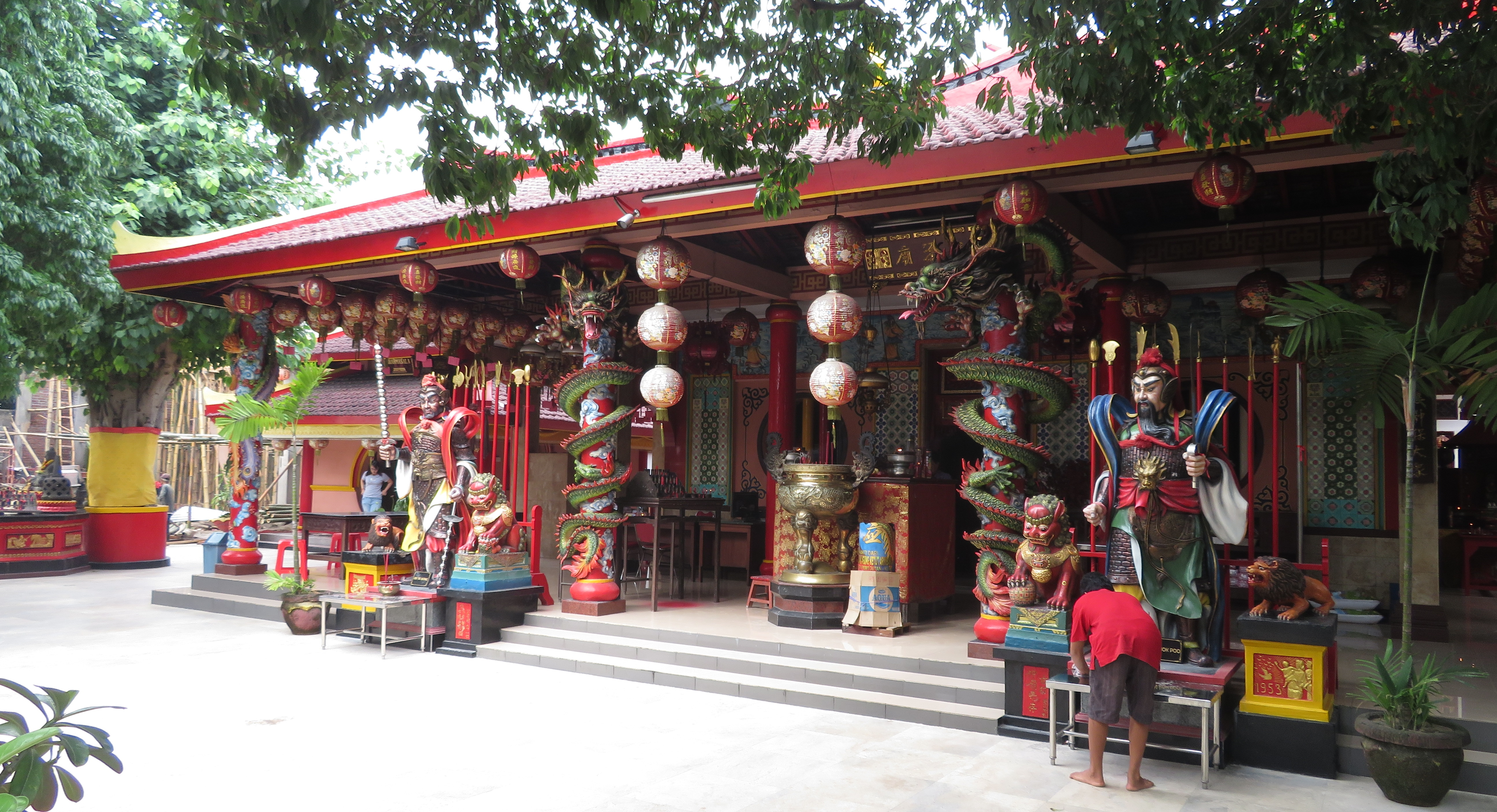
Templo budista chinês em Cuta

As línguas mais faladas são o balinês e o indonésio. A grande maioria dos balineses são bilingues ou trilingues. Nas regiões turísticas, o idioma mais falado é o indonésio, pois muitas pessoas ligadas ao setor turístico não são balineses mas sim imigrantes originários de Java, Lomboque, Sumatra e outras partes da Indonésia. Há várias línguas indígenas na ilha, mas a maior parte dos locais usam a mais falada: o balinês moderno comum. O uso das diferentes línguas locais era tradicionalmente determinado pelo sistema de castas e pelos clãs, mas esta tradição tem vindo a diminuir. O kawi, a antiga língua literária também usada em Java e Lomboque, e o sânscrito são de uso comum pelos sacerdotes hindus, pois a literatura hindu és escrita sobretudo em sânscrito.[carece de fontes?]
A seguir ao balinês e ao indonésio, as línguas mais faladas são o inglês e o chinês, devido às exigências da indústria turística, da comunidade anglófona e da enorme população sino-indonésia. Outras línguas estrangeiras, como o japonês, coreano, francês, russo e alemão são frequentemente usados em tabuletas multilingues para turistas.[carece de fontes?]

## Cultura

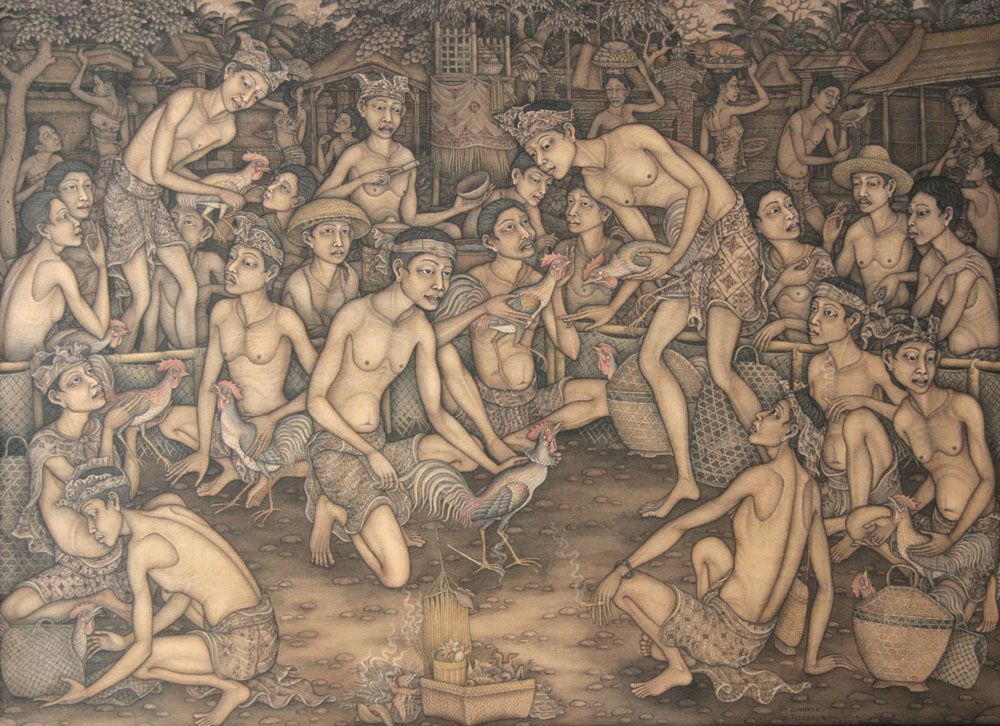
Pintura tradicional balinesa mostrando uma luta de galos

O Bali é conhecido pelas suas formas de arte sofisticadas e diversificadas, como a pintura, escultura, talha em madeira, outros tipos de artesanato e artes cénicas. A música de orquestras de percussão, conhecidas como gamelão está muito desenvolvida e é variada. As artes cénicas balinesas representam frequentemente histórias dos épicos hindus como o Ramáiana, com fortes influências locais. Danças balinesas famosas incluem o pendet, legong, baris, topeng, barong, gong keybar e kecak (dança do macaco). As artes cénicas do Bali são das mais diversas e inovadoras do mundo e há espetáculos pagos em milhares de festivais de templos, cerimónias privadas e outros eventos públicos.
O Ano Novo Hindu do Bali, o Nyepi, é celebrado na primavera com um dia de silêncio. Nesse dia, toda a gente fica em casa e os turistas são encorajados a ficar nos seus hotéis. Na véspera, há desfiles de grandes estátuas coloridas de monstros ogoh-ogoh, os quais são queimados à noite para afastar os espíritos malignos. Ao longo do resto do ano há outros festivais, determinados pelo calendário balinês (pawukon).[carece de fontes?]

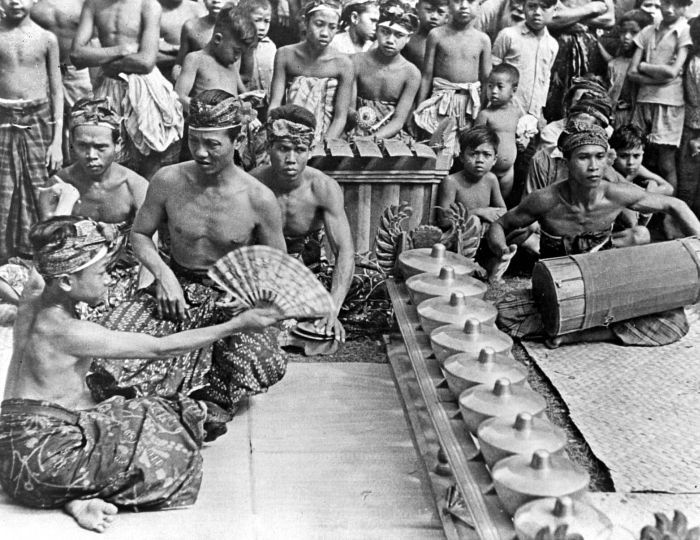
Banda tradicional balinesa numa fotografia de 1952

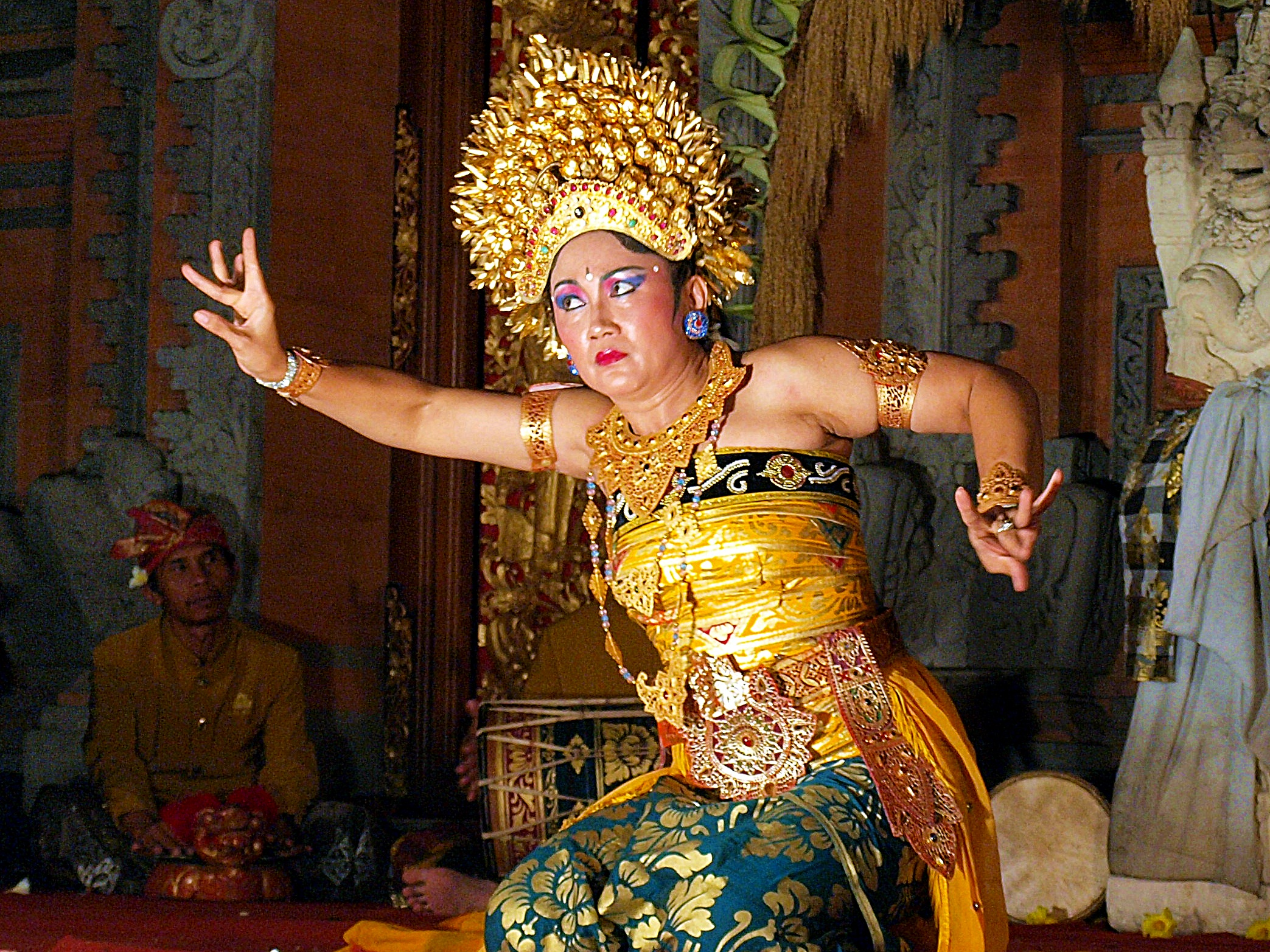
Dança legong

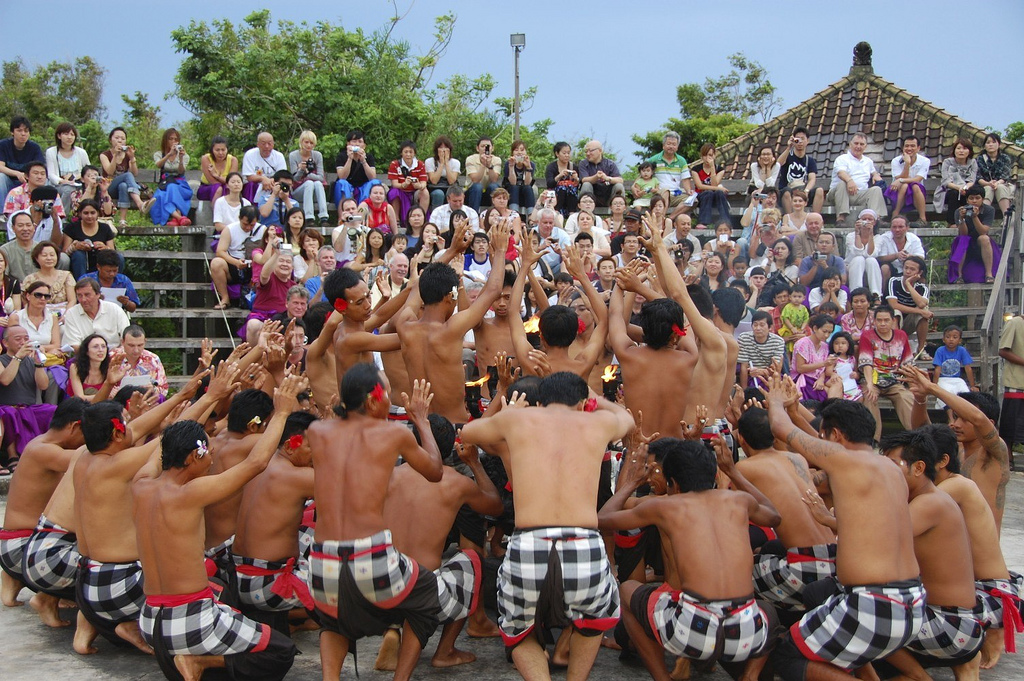
Dança '

Há muitos eventos que são comemorados com atividades de índole cultural, como "limagem de dentes" (ritual da maioridade), cremação e odalan (festivais dos templos). Um dos conceitos mais importantes envolvidos em todas as cerimónias tradicionais balinesas é o do désa kala patra, que se refere a como os espetáculos rituais têm que ser apropriados tanto ao contexto social específico e genérico. Muitas das formas artísticas cerimoniais, como o wayang kulit (teatro de fantoches) e o topeng envolvem muita improvisação, dando ao artista a flexibilidade para adaptar a representação à situação corrente.Foley Sedana, p. 208 Muitas celebrações envolvem uma atmosfera ruidosa e turbulenta, com atividade, cujo resultado estético, o chamado ramé, é distintamente balinês. É comum haver duas ou três bandas de gamelões a tocar perto umas das outras, por vezes competindo entre elas para serem ouvidas. Por sua vez, os membros da audiência falam entre eles, levantam-se e andam de um lado para o outro, ou até aplaudem o espetáculo, o que aumenta a atividade e animação do ramé típico.
O kaja e o kelod são o equivalente balinês do norte e do sul, referindo-se à orientação entre a montanha mais altas da ilha, Gunung Agung (kaja), e ao mar (kelod). Além da orientação espacial, kaja e kelod têm uma conotação de bem e de mal — os deuses e antepassados vivem supostamente na montanha, enquanto que os demónios vivem no mar. Os edifícios como templos e residências, são orientados espacialmente de forma a que os espaços mais sagrados sejam os mais próximos da montanha, enquanto que os locais menos limpos se situam mais perto do mar.
Muitos templos têm um pátio interior e um pátio exterior, em que o primeiro é associado ao kaja. Estes espaços são usados para espetáculos, pois a maior parte dos rituais balineses são acompanhados por alguma combinação de música, dança e representação cénica. Os espetáculos que têm lugar no pátio interior — wali — fazem parte dos rituais mais sagrados, que são considerados oferendas destinadas exclusivamente aos deuses. As cerimónias realizadas no pátio interior — bebali — destinam-se aos deuses e às pessoas. Os espetáculos destinados apenas ao entretenimento das pessoas realizam-se fora dos muros dos templos e são chamados bali-balihan. Este sistema de três classificações foi padronizado em 1971 por um comité de oficiais balineses e artistas para melhor garantir que a santidade dos rituais balineses mais antigos e mais sagrados não fosse corrompida com a realização de espetáculos "sagrados" com o objetivo de fazer lucro.
O turismo, a principal atividade económica do Bali, levou à existência de uma audiência estrangeira ávida por pagar por entretenimento, o que criou novas oportunidades para a realização de espetáculos e a necessidade de mais artistas. O impacto do turismo é controverso, pois antes dele existir as artes cénicas balinesas não existiam como negócio empresarial e não eram realizadas para entretenimento fora do seu contexto ritual. Desde a década de 1930 que rituais sagrados como a dança barong são realizados tanto no seu contexto original como para turistas estrangeiros que pagam para ver. Isso levou a que surgissem novas versões de muitos destas formas artísticas, que se desenvolveram de acordo com as preferências das audiências estrangeiras. Algumas aldeias têm uma máscara barong para usar exclusivamente espetáculos não rituais, enquanto que a máscara mais antiga é usada apenas para os espetáculos sagrados.
A sociedade balinesa continua a girar em torno da aldeia ancestral de cada família, à qual o ciclo da vida e da religião está estreitamente ligado. Alguns aspetos coercivos da sociedade tradicional, como as sanções do direito consuetudinário aplicadas por autoridades tradicionais como conselhos de aldeia (por exemplo o kasepekang; ostracismo) aumentaram de importância como consequência da democratização e descentralização da Indonésia desde 1998.

### Desporto
O Bali é um destino mundial de surfe, com vários locais muito populares espalhados pela costa sul e em volta da ilha de Nusa Lembongan. Como parte do Triângulo de Coral, o Bali e especialmente a ilha vizinha de Nusa Penida tem uma larga variedade de locais de mergulho, com diversos tipos de recifes de coral.
Em 2008 o Bali acolheu os Jogos Asiáticos de Praia. Foi a segunda vez que a Indonésia acolheu um evento multidesportivo ao nível asiático, depois dos Jogos Asiáticos de 1962 terem sido realizados em Jacarta.

## Economia e transportes

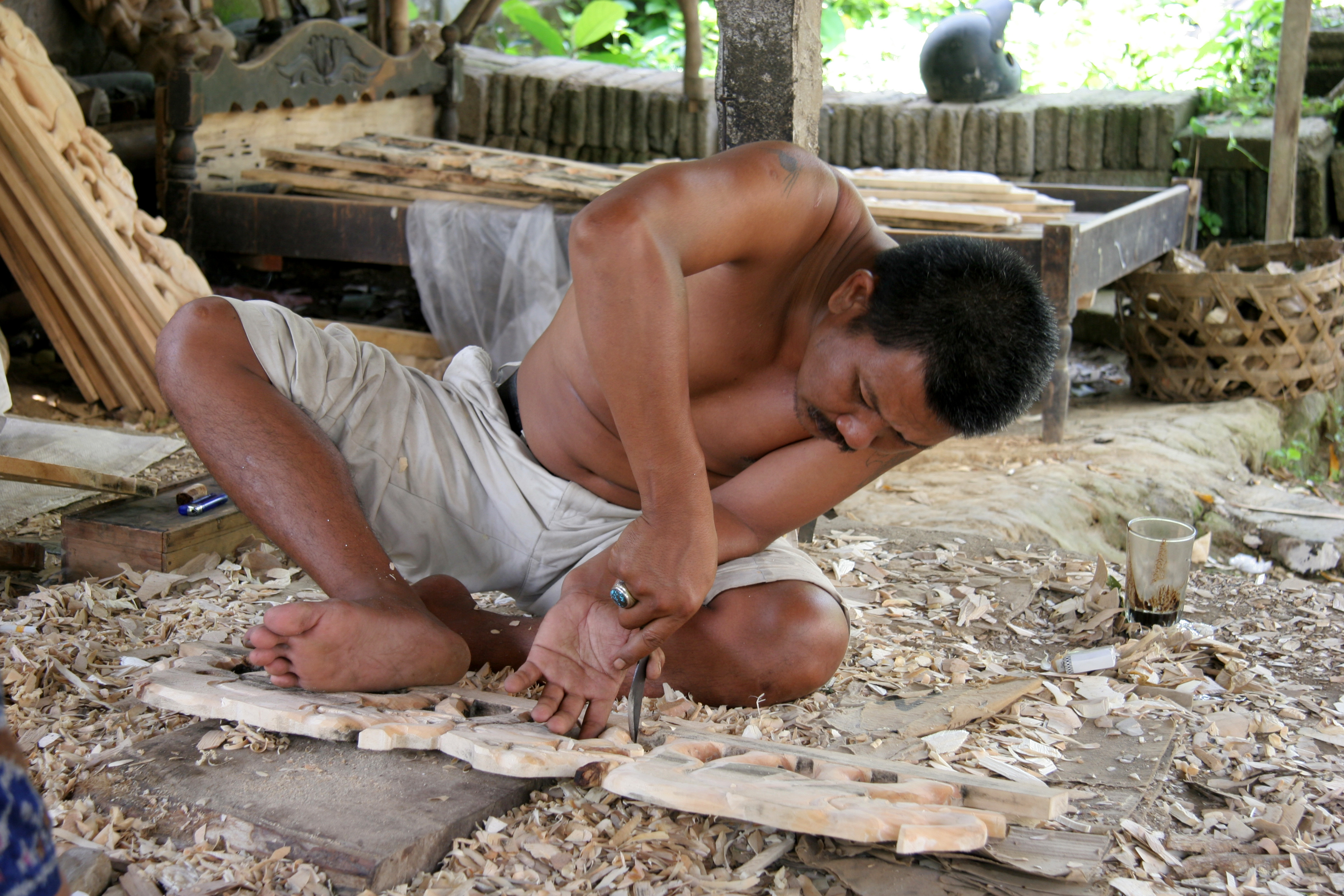
Artesão balinês de talha em madeira

Campo de arroz

Até á década de 1980, a economia balinesa baseava-se sobretudo na agricultura, tanto em termos de receitas como em termos de número de empregos. Desde o final do século XX, a atividade económica que gera mais receitas é o turismo e devido a isso Bali é uma das regiões mais ricas da Indonésia. Em 2003, cerca de 80% da economia da ilha estava relacionada com o turismo. Em meados de 2011, o rácio de crédito em risco (crédito vencido) da totalidade dos bancos do Bali era 2,23% inferior ao da Indonésia (que era cerca de 5%). A economia foi durante afetada pelos atentados terroristas de 2002 e de 2005, mas recuperou completamente alguns anos depois.[carece de fontes?]

### Agricultura
Apesar do turismo ser responsável pela maior parte do produto interno bruto, em meados da década de 2000 a maior parte da população ativa estava empregada na agricultura, sobretudo na produção de arroz. Outras culturas, de menor importância, incluem fruta, hortaliça e café. A pesca também emprega um número significativo de pessoas.[carece de fontes?]
Bali é famoso pelos seus artesãos, que produzem uma grande variedade de peças de artesanato, nomeadamente  vestuário tradicional em batique e ikat, madeira e pedra esculpida, pintura e joalheria de prata. Tipicamente, cada aldeia é especializada num só produto, como sinos de vento ou mobiliário de madeira.[carece de fontes?]
A produção de café (da variedade Coffea arabica) concentra-se na região de Kintamani, junto ao monte Batur. Em geral, o café balinês é processado usando o método húmido, o que resulta num café suave com boa consistência. Os sabores tradicionais incluem limão e outros citrinos. Muitos agricultores de café em Kintamani são membros do sistema agrícola tradicional chamado Subak Abian, o qual é baseado na filosofia hindu Tri Hita Karana. Segundo essa filosofia, as três causas da felicidade são as boas relações com deus, com as outras pessoas e com o ambiente. O Subak Abian é muito adequado para agricultura orgânica e comércio justo. O café de Kintamani foi o primeiro produto da Indonésia a requerer indicação geográfica.

### Turismo

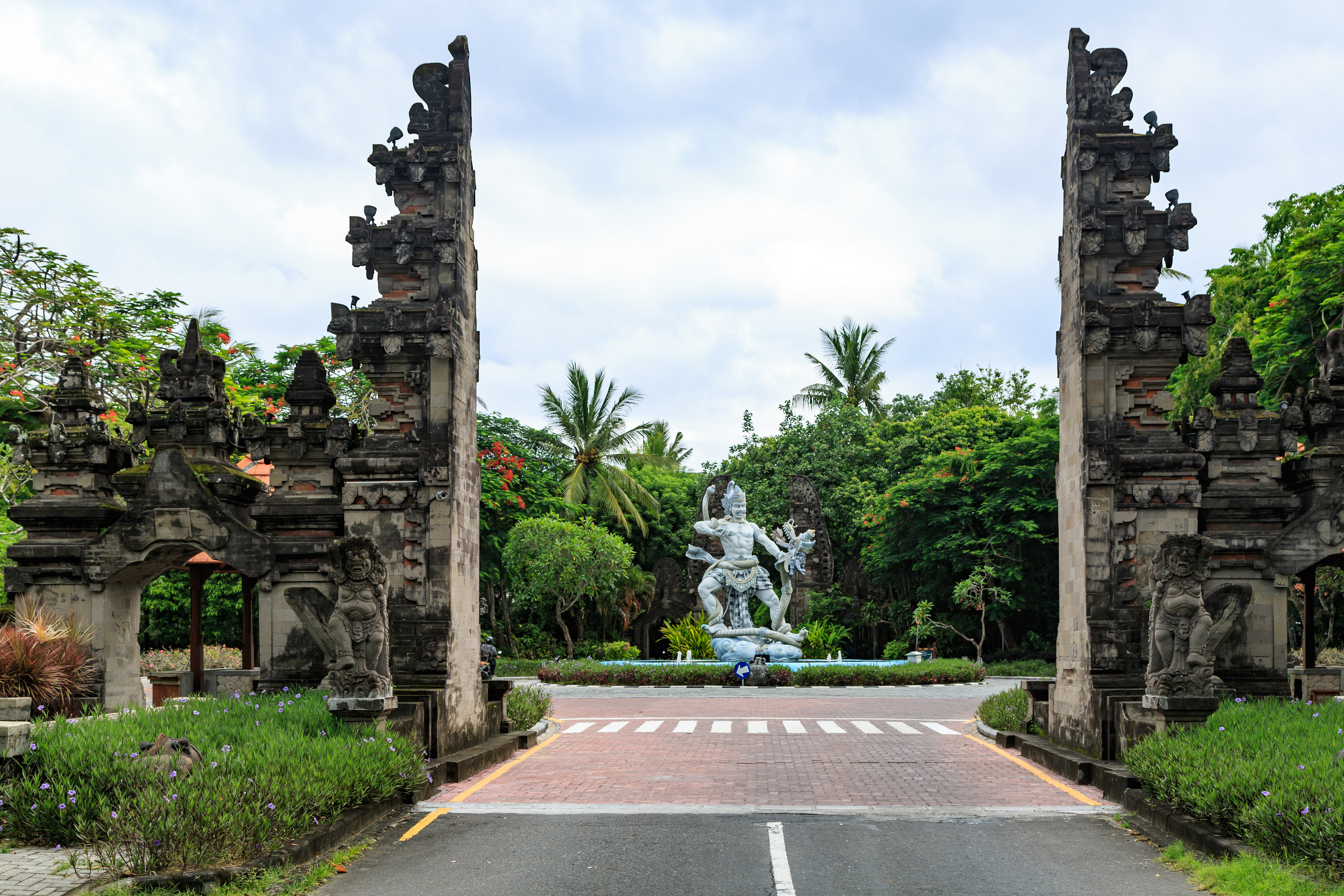
Entrada da zona turística de Nusa Dua

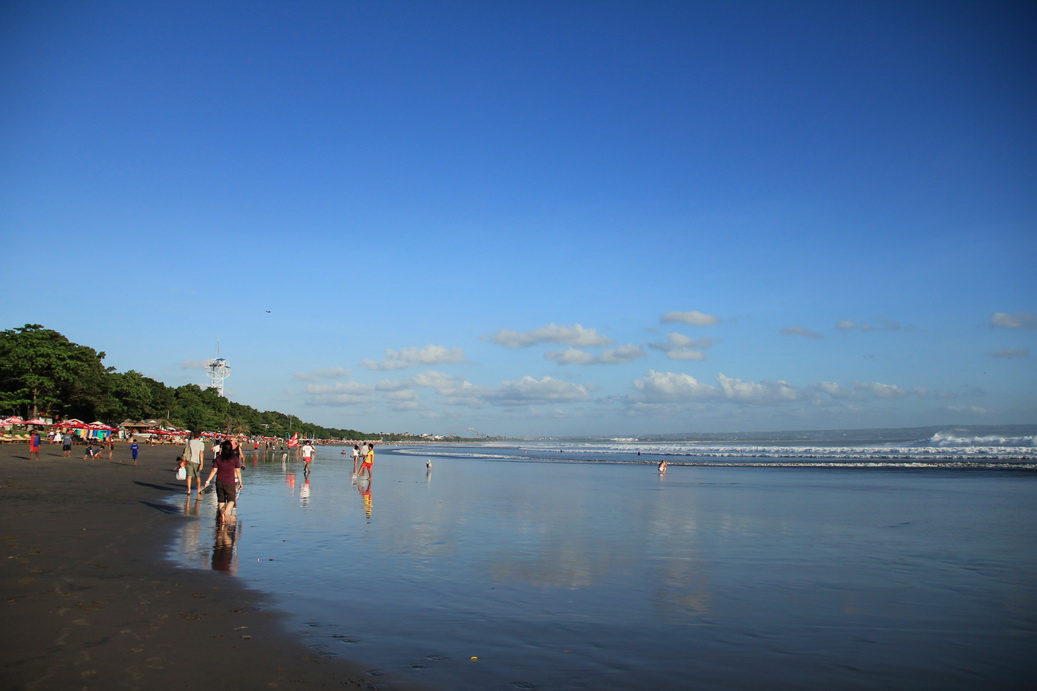
Praia de Cuta vista de Seminyak

Em 1963, Sukarno construiu o Hotel Bali Beach em Sanur, o que deu um grande impulso ao turismo em Bali. Antes disso, existiam apenas três hotéis em Bali. Desde então, começaram a ser construídos hotéis e restaurantes, um pouco por toda a ilha. O turismo recebeu outro impulso com a abertura do Aeroporto Internacional Ngurah Rai em 1970. A administração da regência de Buleleng encorajou o setor turístico como uma das principais vias para o progresso económico e bem estar social. A indústria turística concentra-se sobretudo na costa sul, embora seja importante no resto da ilha. As principais áreas turísticas são Cuta e a sua praia; os seus subúrbios de Legian e Seminyak; Sanur, na costa oriental (outrora o único centro turístico); Ubud, perto do centro da ilha; Jimbaran. Mais recentemente o turismo teve grande desenvolvimento em Nusa Dua e Pecatu. À exceção de Ubud, situada no centro da ilha, todos esses locais se situam na costa sul. Só Sanur, situado na costa sudeste é que não se encontra na península de Bukit ou perto dela.[carece de fontes?]
O Bali figura frequentemente nas listas das 10 melhores ilhas turísticas do mundo, como por exemplo as do canal de televisão BBC Travel ou a revista Travel + Leisure, por vezes nos lugares cimeiros e no número um da Ásia. Parte da narrativa do livro de memórias de Eat, Pray, Love é passada em Bali, mais especificamente em Ubud e na praia de Padang-Padang. Da autoria da escritora norte-americana Elizabeth Gilbert, foi publicado em 2006 e vendeu milhões de cópias em todo o mundo. Em 2010 estreou o filme Eat Pray Love, baseado no livro e protagonizado por Julia Roberts. Em janeirod de 2016 foi revelado que David Bowie deixou escrito que desejava ser cremado em Bali e qua as suas cinzas fossem espalhadas na ilha, conforme os ritos budistas. A ligação emocional de Bowie A Bali remonta a 1984, quando fez uma viagem pela Indonésia na companhia de Iggy Pop.
Uma das consequências do turismo é o crescimento do imobiliário, que tem vindo a crescer rapidamente nas principais áreas turísticas, nomeadamente em Cuta, Legian, Seminyak e Oberoi. Nos últimos anos têm surgido empreendimentos de luxo na península de Bukit. Nas falésias rochosas da costa sul têm sido construídas villas de milhões de dólares com vistas panorâmicas sobre o mar. O investimento estrangeiro e doméstico (muitos investidores privados e empresas de Jacarta estão ativos) noutras áreas da ilha continua a crescer e os preços dos terrenos mantiveram-se estáveis apesar da crise.[carece de fontes?]

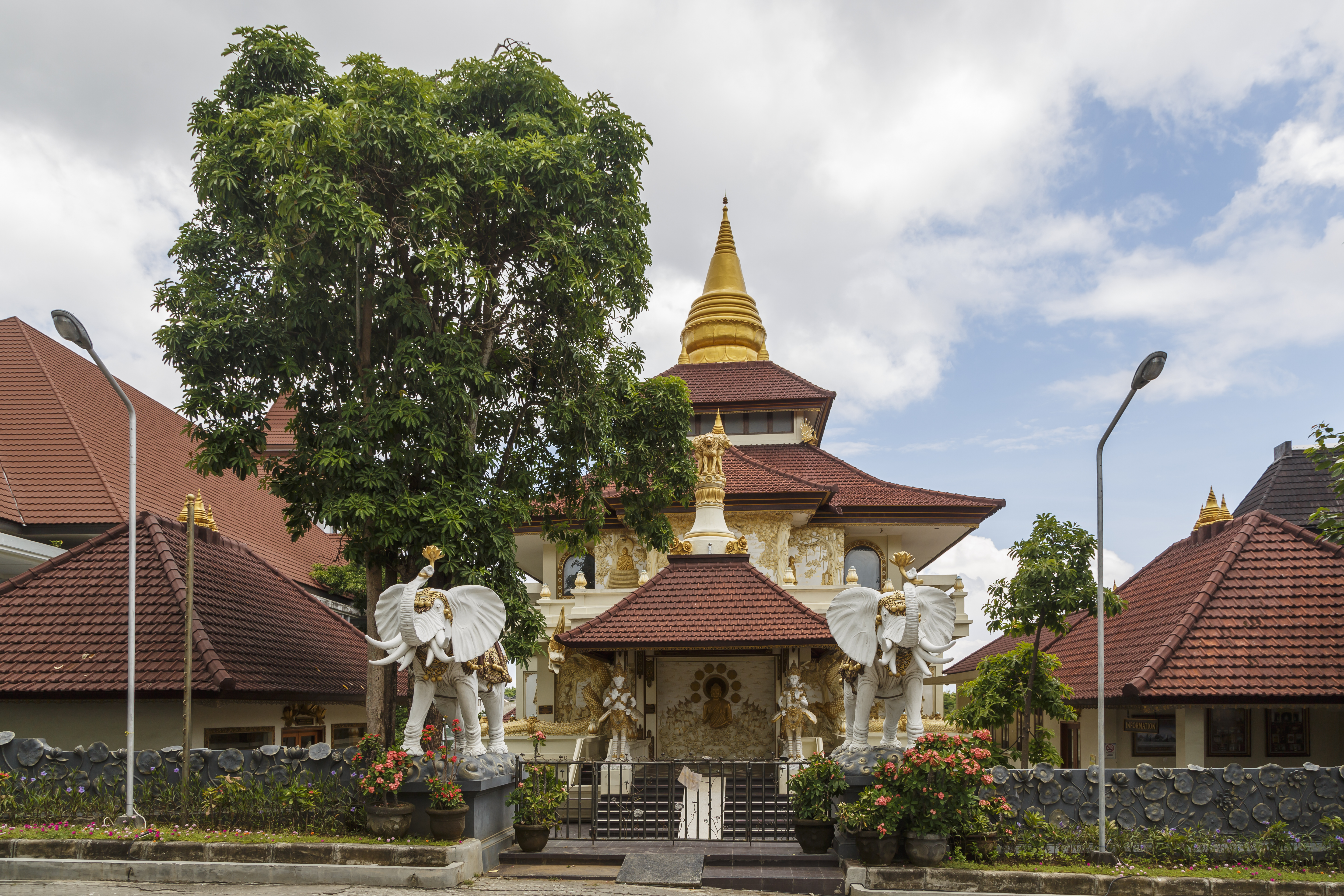
Templo budista em Cuta

O setor turístico sobreviveu aos atentados terroristas de 2002 e de 2005, tendo recuperado lentamente e ultrapassado os níveis de antes dos atentados. A tendência a longo prazo tem sido de crescimento estável do número de entradas de turistas. Em 2010 o Bali recebeu 2,57 milhões de visitantes estrangeiros e a taxa de ocupação dos hotéis com estrelas foi de 65%, o que significa que a ilha conseguiria acomodar mais turistas nos anos seguintes em ser necessário aumentar o número de quartos de hotel, embora na estação alta haja alguns hotéis que enchem completamente. Em 2012, o número de turistas foi de 2,88 milhões.

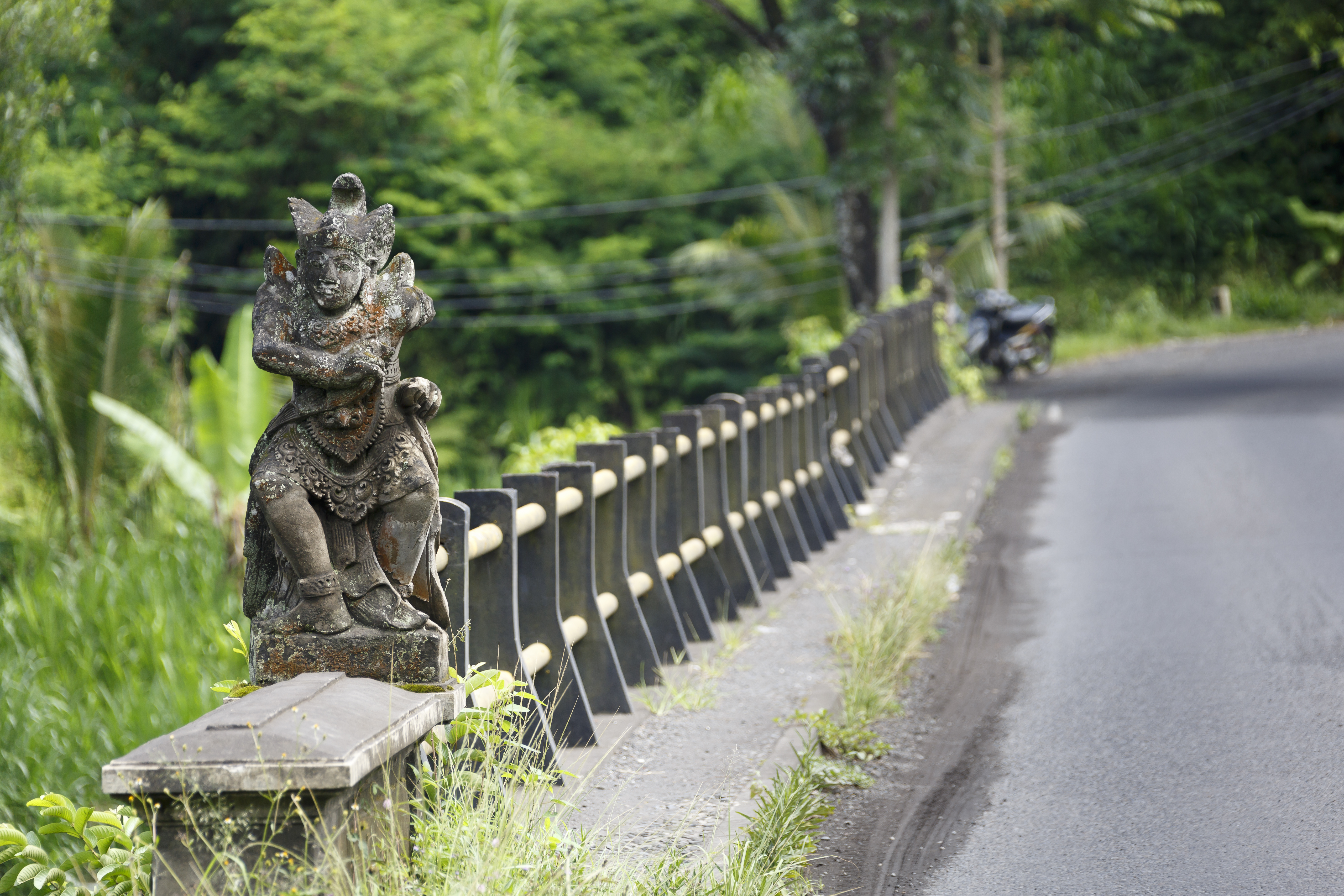
Divindade hindu numa ponte rodoviária

Os turistas australianos são os os mais numerosos. Até 2011, seguiam-se os japoneses, que nesse ano foram superados pelos chineses. Para isso contribuiu a criação da Área de Livre-Comércio entre a Associação de Nações do Sudeste Asiático e a China. Em janeiro de 2012, o número de turistas chineses em Bali cresceu 222% em relação ao ano anterior, enquanto que o número de turistas japoneses diminuiu 24%. Segundo um estudo do Banco da Indonésia de maio de 2013, 34,4% dos turistas eram da classe média-alta e gastavam entre 1 286 e 5 592 dólares US$. 30,3% dos turistas eram da classe média e gastavam entre 662 e 1 285 US$. Alguns dos turistas chineses tinham aumentado as suas despesas desde os anos anteriores.

### Transportes
O Aeroporto Internacional Ngurah Rai (IATA: DPS, ICAO: WADD) situa-se junto a Jimbaran, no istmo da parte mais meridional da ilha. O campo de aviação Tenente-coroanel Wisnu (também conhecido como aeroporto de Buleleng), situa-se na parte noroeste da ilha.
Há uma estrada costeira que circunda toda a ilha e três estradas principais de duas faixas cruzam as montanhas centrais, passando a 1 750 m de altitude em Penelokan. O Ngurah Rai Bypass é uma via rápida de quatro faixas que circunda parcialmente Dempassar. Não ferrovias no Bali, embora haja planos para a construção de uma linha férrea de 565 km ao longo de toda a costa.